# Biuro Hydrograficzne Marynarki Wojennej

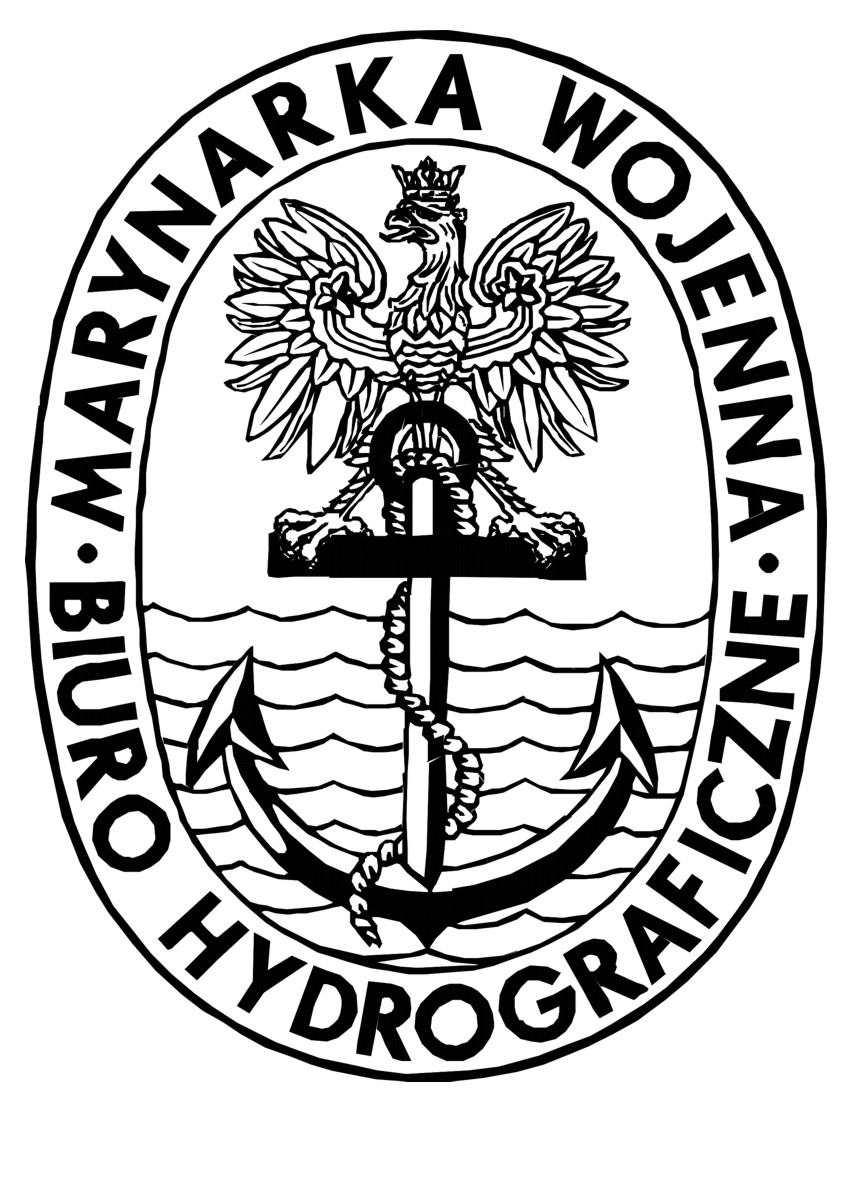
Logo BHMW.

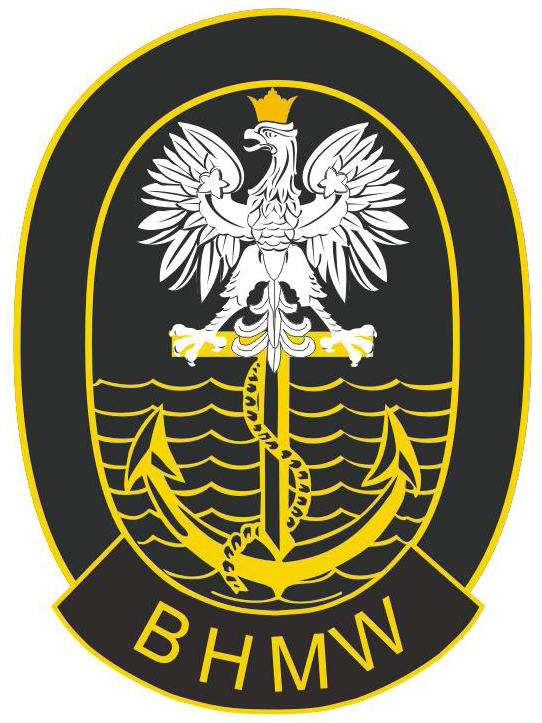
Odznaka pamiątkowa BHMW (wzór 2014).

Biuro Hydrograficzne Marynarki Wojennej (BHMW, stosuje się również zapis: BH MW) – jednostka wojskowa Marynarki Wojennej, zajmująca się pomiarami hydrograficznymi. Na mocy ustawy pełni, we współpracy z Dyrektorami Urzędów Morskich funkcję Państwowej Morskiej Służby Hydrograficznej
Do ustawowych zadań Państwowej Morskiej Służby Hydrograficznej należy:
1. prowadzenie, koordynowanie i nadzorowanie pomiarów hydrograficznych na polskich obszarach morskich dla potrzeb bezpieczeństwa żeglugi i kartografii morskiej;
2. prowadzenie i koordynowanie prac geodezyjnych na polskich obszarach morskich oraz w pasie nadbrzeżnym, w portach i przystaniach morskich dla potrzeb bezpieczeństwa żeglugi i kartografii morskiej;
3. opracowywanie i wydawanie map morskich oraz innych publikacji nautycznych;
4. utrzymywanie serwisu cyfrowych map nawigacyjnych;
5. koordynowanie krajowego systemu obiegu informacji nautycznej i ostrzeżeń nawigacyjnych;
6. reprezentowanie Rzeczypospolitej Polskiej w Międzynarodowej Organizacji Hydrograficznej;
7. przekazywanie nieodpłatnie organom administracji morskiej danych batymetrycznych i oceanograficznych oraz map i publikacji nautycznych;
8. przekazywanie nieodpłatnie Głównemu Inspektorowi Ochrony Środowiska danych batymetrycznych i hydrologicznych niezbędnych do właściwego i bezpiecznego wykonywania monitoringu wód morskich;
9. przekazywanie nieodpłatnie Głównemu Geodecie Kraju danych batymetrycznych oraz danych dotyczących linii brzegowej w celu wykonywania zadań przewidzianych w ustawie z dnia 4 marca 2010 r. o infrastrukturze informacji przestrzennej (Dz. U. z 2021 r. poz. 214);
10. prowadzenie zasobu danych hydrograficznych;
11. wydawanie dokumentów potwierdzających kwalifikacje hydrografa morskiego;
12. weryfikowanie oraz uznawanie instytucji, organizacji i ośrodków szkolenia prowadzących szkolenia hydrografów kategorii A lub B.

Mapy morskie wydawane przez BH MW obejmują obszar Morza Bałtyckiego, wraz z Cieśninami Duńskimi i wejściami do polskich portów.

## Powstanie BH MW

### Warunki powstania hydrografii Marynarki Wojennej
Powrót Polski na mapę polityczną świata, po 123 latach nieistnienia jako państwo, odbywał się w dość skomplikowanej sytuacji politycznej. Kształt terytorialny nowo narodzonego państwa tworzył się stopniowo i praktycznie w pełni zakończył dopiero w 1922. Dzień 10 lutego 1920, będący dniem uroczystego objęcia wybrzeża morskiego przez Polskę, zamknął pierwszy, początkowy okres starań władz polskich o dostęp do morza. Pierwsze starania przypadały na okres bezpośrednio po odzyskaniu niepodległości. Podjęte one zostały przez kilkudziesięciu Polaków – byłych oficerów marynarki, wywodzących swój rodowód zawodowy z marynarki austro-węgierskiej, rosyjskiej lub niemieckiej. To im (między innymi Kazimierzowi Porębskiemu, Bogumiłowi Nowotnemu) należy w dużej mierze przypisać opracowanie dekretu podpisanego przez Naczelnika Państwa Józefa Piłsudskiego. Na mocy tego dekretu 28 listopada 1918 utworzono marynarkę polską i powołano jednocześnie jej pierwszy organ kierowniczy – Sekcję Marynarki – podporządkowaną Ministerstwu Spraw Wojskowych. Sekcja ta zakończyła swoją działalność w momencie utworzenia Departamentu dla Spraw Morskich (DSM), czyli 2 maja 1919. Dekret z 28 listopada 1918, oprócz skupienia rozproszonej kadry oficerskiej i podoficerskiej, dał możliwość zachowania i wykorzystania jej fachowej wiedzy morskiej, niekiedy mocno zróżnicowanej pod względem merytorycznym. Jednocześnie stanowił poważny argument polityczny w rękach delegacji polskiej uczestniczącej w konferencji pokojowej w Paryżu. Pokazywał bowiem, że Polska nie zamierza zrezygnować ze starań o uzyskanie dostępu do morza i poprzez utworzenie marynarki polskiej dała sygnał, że jest w stanie je odpowiednio zabezpieczyć i zagospodarować. Na mocy traktatu pokojowego podpisanego na zakończenie tej konferencji 28 czerwca 1919 przyznano Polsce skrawek wybrzeża o długości zaledwie 140 km – od Orłowa po Żarnowiec, z czego połowę stanowiła linia brzegowa Półwyspu Helskiego. Zajmował on tylko około 2,5% długości granicy lądowej i dodatkowo był niejako „wciśnięty” w tzw. korytarz między ówczesnymi granicami państwa niemieckiego. Sytuacja ta znacznie utrudniała realizację wszelkich działań obronnych, co potwierdziło się we wrześniu 1939. Otrzymany pas wybrzeża nie był zgodny z oczekiwaniami Polaków związanymi z uzyskaniem szerokiego dostępu do morza. Kpt. O. Żukowski wspominał z goryczą: Otrzymaliśmy brzeg pustynny i niegościnny. Kilka ubogich wiosek rybackich, z jednym miasteczkiem nadmorskim – Puckiem na czele, dwa miniaturowe porty rybackie – w Pucku i na Helu, a pomiędzy nimi lotne piaski pokryte karłowatą sosną, rozległe torfowiska.
Oba wymienione porty – Puck i wybudowany przez Niemców w latach 1802–1893 Hel, nie mogły stanowić bazy dla przyszłej polskiej floty wojennej, nie tylko ze względu na małe rozmiary, ale także niewielkie głębokości w basenach portowych oraz brak jakiegokolwiek zabezpieczenia logistycznego w postaci magazynów, stoczni czy większych zakładów produkcyjnych związanych z gospodarką morską. W porcie puckim znajdował się jedynie jeden basen o głębokości 3,5 m, długości 60 m i szerokości około 40 m. Natomiast w drugim z wymienionych, bardzo zaniedbanym porcie, był basen o głębokości zaledwie 2,5 m oraz dwa mola o łącznej długości 480 m. Sytuację dodatkowo komplikował fakt nieposiadania przez władze Polski żadnych aktualnych informacji o sytuacji batymetrycznej w akwenie Zatoki Puckiej, szczególnie przy podejściu do portu Puck, gdzie występowały liczne mielizny i spłycenia.
Gdańsk, niegdyś bardzo związany z państwem polskim, będący jedynym portem morskim leżącym w granicach Zatoki Gdańskiej, uzyskał status wolnego miasta i formalnie pozostał poza granicami Polski. Tym niemniej, powyższy skromny stan posiadania nad Bałtykiem przywrócił Polsce utracony przy rozbiorach charakter państwa morskiego i nałożył na nią związane z tym poważne obowiązki. Jednym z nich była konieczność zapewnienia pełnego bezpieczeństwa żeglugi na własnych wodach terytorialnych. Posiadanie takich wód było naturalnym prawem suwerennego państwa morskiego, jakim była już Polska. Należy tu nadmienić, że pod względem prawnym morskie granice państwa polskiego zostały formalnie określone dopiero w 1932 w Rozporządzeniu Prezydenta Rzeczypospolitej z 21 października 1932 r. o granicy morskiej opublikowanym w Dzienniku Ustaw nr 92, poz. 789 z 27 października 1932 r.
Mając do czynienia z tak skomplikowaną sytuacją polskiego wybrzeża obejmującego linię brzegową i przylegający do niej pas wód, konieczne stało się podjęcie działań związanych z fizycznym i formalnym przejęciem nadmorskiej administracji oraz uruchomienie własnej służby hydrograficznej odpowiedzialnej za bezpieczeństwo żeglugi.
Przygotowania w tej sprawie poczynione zostały dużo wcześniej, jeszcze przed oficjalnym przejęciem odcinka wybrzeża przydzielonego na podstawie traktatu wersalskiego. Już pod koniec 1919 do Gdańska został skierowany kpt. mar. Józef Unrug, który jako Komisarz Szczegółowy przy Przedstawicielu RP w Gdańsku miał za zadanie stworzenie odpowiednich warunków do przejęcia obiektów i brzegowych urządzeń oznakowania nawigacyjnego, dotychczas zarządzanego przez administrację niemiecką, oraz utworzenia zaczątków polskiej służby hydrograficznej. Nie było to łatwe, bowiem dotychczasowa administracja niemiecka próbowała opóźnić wszelkie czynności związane z przekazaniem stronie polskiej infrastruktury nawigacyjnej znajdującej się w pasie wybrzeża przyznanego Polsce. Propozycja czasowego pełnienia obowiązków zarządu służby hydrograficznej przez niemiecki urząd w Ustce (niem. Stolpmünde) spotkała się z natychmiastową reakcją szefa DSM – Kazimierza Porębskiego, który w piśmie z 30 października 1919 skierowanym do Naczelnego Dowództwa Wojska Polskiego, wskazał na zagrożenia interesów wojskowych i morskich oraz niebezpieczeństwa wynikające z takiej sytuacji. Podkreślił także w omawianym wypadku naruszenie idei suwerenności Rzeczypospolitej Polskiej na jej własnym wybrzeżu. Powyższa propozycja, oraz druga – odnosząca się do świadczenia przez Niemców na rzecz Polski usług w zakresie służby ostrzegawczo-meteorologicznej, ostatecznie upadły. Zanim rozpoczęto oficjalne przejmowanie całej infrastruktury systemu oznakowania nawigacyjnego polskiego wybrzeża, podjęto działania zmierzające do pozyskania odpowiedniej jednostki pływającej, mogącej spełniać w najbliższej przyszłości zadania związane z zapewnieniem bezpieczeństwa żeglugi na polskich akwenach morskich.
Zadania tego podjął się kpt. mar. Józef Unrug. Efektem jego działań było zakupienie pod koniec 1919 jednostki pływającej przeznaczonej do pełnienia funkcji okrętu hydrograficznego.
Okres przygotowań do stworzenia podstaw sprawnego funkcjonowania przyszłej służby hydrograficznej został zakończony w momencie utworzenia pierwszej w historii Polski instytucji, której celem było wypełnianie zadań związanych z utrzymaniem bezpieczeństwa żeglugi na polskich obszarach morskich. Instytucją tą był Urząd Hydrograficzny Marynarki Wojennej, który poprzez to, że tworzyli go ludzie związani z Marynarką Wojenną, od początku swego istnienia był z tym rodzajem sił zbrojnych nierozerwalnie związany.
Fakt utworzenia służby hydrograficznej, miał dla Polski ogromne znaczenie. Po pierwsze, Rzeczpospolita zaznaczała w ten sposób swoją obecność nad Bałtykiem i chęć jej kontynuowania. Po drugie, posiadanie okrętu hydrograficznego umożliwiało podejmowanie dalszych działań związanych z nawigacyjno-hydrograficznym zabezpieczeniem akwenów, będących pod egidą administracji polskiej, poprzez możliwość pozyskiwania nowych danych i weryfikacji informacji już posiadanych.

### Organizacja służby hydrograficznej Marynarki Wojennej Polski Odrodzonej
Do zapewnienia bezpieczeństwa żeglugi morskiej niezbędna była między innymi wiedza dotycząca aktualnej sytuacji hydrograficznej panującej w danym akwenie morskim. Pozyskiwaniem i odpowiednim przetwarzaniem informacji opisujących tę sytuację zajmowały się specjalistyczne instytucje i organizacje działające zarówno w strukturach cywilnych, jak i wojskowych, które nazywano służbą hydrograficzną danego państwa. Organizacja służby hydrograficznej uzależniona była w głównym stopniu od zadań, jakie miała ona realizować. Wskutek zmian zadań, wynikających z sytuacji polityczno-wojskowej, często następowały przekształcenia organizacyjne i kadrowe. Poniżej przedstawiono rozwój i zmiany w organizacji, jakim podlegała służba hydrograficzna Marynarki Wojennej w okresie 1920–1939.

#### Urząd Hydrograficzny, Służba Hydrograficzna Marynarki Wojennej
19 lutego 1920 utworzono Urząd Hydrograficzny Marynarki Wojennej – pierwszą instytucję tego rodzaju w historii państwa. Data ta jest uznawana w Polsce za święto hydrografii. Pierwszym szefem Urzędu Hydrograficznego został, wspomniany wcześniej, kpt. mar. Józef Unrug, który swą (kierownika urzędu) siedzibę miał początkowo w Śródmieściu Gdańska, natomiast biura nowo utworzonego Urzędu Hydrograficznego ulokowano w Nowym Porcie (niem. Neufahrwasser). Wybór Gdańska przez władze Departamentu dla Spraw Morskich (DSM) na miejsce tymczasowej siedziby nowego urzędu wynikał z istnienia w tym mieście sprawnych połączeń telekomunikacyjnych umożliwiających szybkie nawiązanie kontaktu z instytucjami centralnymi w Warszawie. Istotna była również lokalizacja wielu przedstawicielstw znanych towarzystw żeglugowych. Należy pamiętać, że był to okres tworzenia zalążków Polskiej Marynarki Wojennej, podejmowania decyzji istotnych dla nowo utworzonej służby hydrograficznej, np. dotyczących remontu i wyposażenia zakupionego pod koniec 1919 statku, który 10 lutego 1920 pod nazwą Pomorzanin został wcielony do Marynarki Wojennej. Pod względem hierarchii służbowej Urząd Hydrograficzny podlegał DSM Ministerstwa Spraw Wojskowych. Początkowo, oprócz kpt. mar. Józefa Unruga, w skład personelu Urzędu Hydrograficznego (dalej: UH) wchodzili: por. mar. Jerzy Rychłowski, ppor. mar. Stanisław Szworc, kpt. mar. inż. Jan Jeziorski, pełniący funkcję pełnomocnika UH oraz Marian Konarski pełniący funkcję oficera gospodarczego w utworzonej 11 stycznia 1921 Komisji Gospodarczej Urzędu Hydrograficznego.
W styczniu 1920 rozpoczęto kompletowanie załogi okrętu hydrograficznego ORP Pomorzanin. Dnia 1 maja 1920 w Gdańsku na pokładzie tego okrętu nastąpiło uroczyste podniesienie bandery, po czym udał się on do portu w Pucku. W dostępnej literaturze nie ma odpowiedzi na pytanie, czy załoga tego okrętu wchodziła w skład personelu Urzędu Hydrograficznego Marynarki Wojennej. Większość autorów zajmujących się problematyką administracji morskiej w II Rzeczypospolitej nie podaje jednoznacznej odpowiedzi. Przyjęto więc założenie, że załoga ORP Pomorzanin była częścią ówczesnego stanu osobowego Urzędu Hydrograficznego MW. Szczegółowy wykaz składu osobowego ORP Pomorzanin w okresie od 1 stycznia do 15 czerwca 1920 przedstawia załącznik nr 1.
W marcu 1920 do Urzędu Hydrograficznego MW przybył por. mar. Tadeusz Bramiński, który dysponował dużym zasobem fachowej wiedzy i doświadczeniem w pracach hydrograficznych zdobytym podczas służby w niemieckiej marynarce wojennej. Kazimierz Porębski pisał, że był on (...) jedynym wykwalifikowanym praktycznie hydrografem w marynarce wojennej i jako taki, zastąpiony być nie może. 15 czerwca 1920 por. mar. Tadeusz Bramiński objął dowództwo nad ORP Pomorzanin. Wraz ze zmianą dowódcy okrętu nieznacznej modyfikacji poddano także skład osobowy załogi. Wykaz członków załogi wraz z pełnionymi przez nich w tym okresie funkcjami przedstawia załącznik nr 2. Nowy dowódca w miesiącach letnich 1920 rozpoczął intensywne szkolenie załogi w zakresie wykonywania pomiarów hydrograficznych. Z przeszkolonych na okręcie podoficerów i marynarzy stworzono tzw. grupę pomiarową, która niebawem rozpoczęła sondowanie początkowo Kanału Depke, będącego fragmentem toru podejściowego do Pucka na wysokości Cypla Rewskiego, dalej – rejonu podejścia do Pucka i portu w Pucku.
W maju 1920 kierownictwo DSM postanowiło przenieść siedzibę Urzędu Hydrograficznego i całego taboru portowego z Gdańska do Pucka. Zdaniem szefa Urzędu Hydrograficznego kpt. mar. Józefa Unruga, decyzja ta była przedwczesna. Swoje stanowisko w tej sprawie przedstawił on w raporcie z 28 maja 1920 do ówczesnego szefa DSM – kontradmirała Kazimierza Porębskiego. W efekcie podjętych działań zdecydowano się na tymczasowe pozostawienie siedziby urzędu oraz jego personelu w Gdańsku.
Urząd Hydrograficzny Marynarki Wojennej, w wyniku wewnętrznych zmian kadrowych oraz reorganizacji w ówczesnych strukturach Marynarki Wojennej, na przełomie sierpnia i września 1920 przemianowano na Służbę Hydrograficzną Marynarki Wojennej podporządkowaną Dowództwu Wybrzeża Morskiego, poprzez komendanta Portu Wojennego Puck. Dotychczasowy szef UH kpt. mar. Józef Unrug przekazał obowiązki swojemu następcy. Funkcję tę pełnili kolejno do 18 stycznia 1922 – kmdr por. Edward Sadowski, kpt. mar. Tadeusz Bramiński, a następnie Stefan Szmidt. Nowo powołanej instytucji przyznano na rok budżetowy 1921–1922 należne środki finansowe przeznaczone na zaspokojenie najważniejszych potrzeb związanych z jej funkcjonowaniem i wypełnianiem zadań stawianych przed tą służbą.
W styczniu 1921 nastąpiło przeniesienie siedziby Służby Hydrograficznej MW z Gdańska do Gdyni, (willa Tusia) na ul. Nadbrzeżną, obecnie ul. Waszyngtona. Ponieważ był to okres zintensyfikowania liczby pomiarów w zakresie prac geodezyjnych, hydrograficznych i hydrotechnicznych realizowanych w związku z podjęciem decyzji o budowie tymczasowego portu w Gdyni, przeniesienie siedziby wynikało najprawdopodobniej z chęci ulokowania pracowników UH w pobliżu rejonu prowadzonych prac.
W związku z rozszerzeniem dotychczasowej działalności Służby Hydrograficznej MW o takie rodzaje prac jak wydawanie Wiadomości Żeglarskich, prowadzenie korekty posiadanych morskich map nawigacyjnych (w większości niemieckich), przygotowanie instrukcji nawigacyjnych, konieczne stało się zwiększenie liczby osób zatrudnionych w nowo utworzonej służbie. 7 stycznia 1921 przybył do pracy w służbie hydrograficznej por. mar. Konstanty Rakusa-Suszczewski, który dwa tygodnie później objął etatowe stanowisko zastępcy szefa Służby Hydrograficznej Marynarki Wojennej.
Pod koniec 1921 w hydrografii polskiej nastąpiło ważne wydarzenie. Na mocy rozporządzenia Rady Ministrów z 1 grudnia tego roku dokonano rozdziału kompetencji i odpowiedzialności za sprawy hydrografii oraz bezpieczeństwa żeglugi pomiędzy Służbą Hydrograficzną Marynarki Wojennej a instytucjami cywilnej administracji morskiej reprezentowanej przez Urząd Marynarki Handlowej Ministerstwa Przemysłu i Handlu. Zgodnie z tym rozporządzeniem resort cywilny przejął między innymi sprawy oznakowania nawigacyjnego i latarń morskich. Na mocy tegoż rozporządzenia przekazano służbie cywilnej także jednostkę hydrograficzną ORP Pomorzanin, która 28 lutego 1922 została skreślona z listy floty. Dokonanie powyższego podziału było konieczne ze względu na coraz większy zakres obowiązków związanych z zapewnieniem bezpieczeństwa żeglugi, przy równoczesnym zwiększaniu się liczby spraw z zakresu hydrografii związanych luźno z Marynarką Wojenną lub niemających z nią żadnego związku.

#### Biuro Hydrograficzne Marynarki Wojennej
Niejako przy okazji zmian organizacyjnych w strukturach Marynarki Wojennej, dokonujących się w połowie listopada 1921 i na początku stycznia 1922 związanych z wprowadzeniem pokojowej organizacji określającej miejsce Marynarki Wojennej w siłach zbrojnych, jej władze naczelne, ich podległość i stosunek do poszczególnych organów MSWojsk, nastąpiły kolejne zmiany organizacyjne również w dotychczas istniejącej Służbie Hydrograficznej Marynarki Wojennej. Po pierwsze, równolegle z przemianowaniem Dowództwa Wybrzeża Morskiego na Dowództwo Floty i przeniesieniem jego struktur z Pucka do Gdyni, zmieniono podległość tej służby – od 18 stycznia 1922 szef Służby Hydrograficznej MW podlegał odtąd komendantowi Portu Wojennego Puck. Po drugie, w związku z zatwierdzeniem etatów pokojowych Dowództwa Floty, 2 czerwca 1922 zmieniono nazwę Służby Hydrograficznej Marynarki Wojennej na Biuro Hydrograficzne Marynarki Wojennej (BHMW). Jak wspomina Jerzy Kłossowski (...) nazwa biuro zamiast służby według ówczesnych kryteriów organizacyjnych nadawana była tym fachowym komórkom organizacyjnym, które nie miały podkomórek w terenie i całą pracę koncentrowały wewnątrz biura. Ze względu na brak okrętu hydrograficznego, dotychczas spełniającego rolę właśnie takiej podkomórki w terenie, nastąpiło ograniczenie możliwości BH MW, a w konsekwencji – sprowadzenie go do roli organu zaopatrzenia floty w niezbędne mapy i wydawnictwa nautyczne oraz w sprzęt nawigacyjny. Pomimo zmiany nazwy i utraty okrętu hydrograficznego utrzymano dotychczasową wewnętrzną strukturę organizacyjną i etatową, która obejmowała Wydział Kartograficzny i Wydział Instrumentalny. W tym czasie szefem BH MW pozostawał kpt. mar. Tadeusz Bramiński, któremu podlegali: kierownik Wydziału Kartograficznego – chor. mar. Kazimierz Rygier, kierownik Wydziału Instrumentalnego – chor. mar. Franciszek Kopiec oraz dewiator chor. mar. Juljan Laskowski. Dotychczasowy zastępca szefa BHMW por. mar. Konstanty Rakusa-Suszczewski odszedł ze służby na początku maja 1922.
1 grudnia 1922, zgodnie z decyzją szefa Kierownictwa Marynarki Wojennej (KMW), stanowisko szefa BH MW objął kpt. mar. Jerzy Kłossowski. Dotychczasowy szef – kpt. mar. Tadeusz Bramiński początkowo został przesunięty na etat kierownika Wydziału Instrumentalnego, lecz wkrótce przeszedł na własną prośbę do Dowództwa Floty. Na początku 1923 nastąpiło kolejne przeniesienie siedziby BHMW, tym razem do Pucka. W Pucku przydzielono do dyspozycji biura mały parterowy domek w bocznej uliczce tuż przy rynku – wspomina Jerzy Kłossowski. Do trudnych warunków lokalowych dochodziły kłopoty finansowe związane z ogólnymi problemami gospodarczymi państwa. Budżet hydrograficzny był wtłoczony w ogólny plan finansowy Portu Wojennego w Pucku, dlatego nie było mowy o szybkiej poprawie bardzo skromnego stanu zaopatrzenia w mapy morskie i przyrządy nawigacyjne. Komendant portu miał duże trudności z zaspokajaniem potrzeb okrętów hydrograficznych na Wybrzeżu. W 1923 kampanie szkoleniowe okrętów były coraz dłuższe i intensywniejsze, oczekiwania wobec BHMW stale rosły, a istniejąca służba hydrograficzna nie mogła w pełni realizować swych zadań. Jedną z przyczyn takiego stanu rzeczy był fakt nielicznej obsady personalnej biura. Dlatego w okresie od grudnia 1922 do czerwca 1923, za zgodą dowódcy Floty w BH MW zatrudniono następujące osoby: urzędnika cywilnego Michała Chłopickiego – (1 grudnia 1922) na stanowisko kartografa; por. mar. Ludwika Ciszewskiego – (1 lutego 1923) na etat dewiatora; Władysława Morzyckiego (16 kwietnia 1923) w charakterze cywilnego pracownika kontraktowego.
Nowy Szef BH MW, opierając się na doświadczeniach z pobytu w Service Hydrographique de la Marine, postanowił usprawnić organizację służby, opracować długofalowy plan pracy i odzyskać okręt hydrograficzny. Podjęte działania realizował na dwóch płaszczyznach – pierwsza dotyczyła wyłącznie działań prowadzonych w ramach istniejącego BHMW, druga miała być realizowana w zakresie Marynarki Wojennej. Jednym z pierwszych działań, jakie zostały podjęte w ramach BHMW pod względem organizacyjnym, było ustalenie zadań dla tej instytucji na najbliższy okres oraz – na ich podstawie – dokonanie ścisłego podziału obowiązków pomiędzy pracownikami biura. Jak wspominał Jerzy Kłossowski wszelkie (...) sprawy związane z opieką nawigacyjną nad okrętami do dewiacji włącznie, zostały przydzielone J. Laskowskiemu, który miał do pomocy Cz. Szydłowskiego, zadania obejmujące pomiary głębokości i korekty map przekazano Michałowi Chłopickiemu, prace redakcyjne dotyczące locji, Wiadomości Żeglarskich (WŻ) i korespondencję w językach obcych powierzono D. Rzepeckiej władającej biegle obcymi językami: angielskim, francuskim i niemieckim. Pozostała obsada biura (...) – otrzymała zadania pomocnicze i porządkowe w ramach ogólnych czynności biura. By móc przystąpić do dalszych przedsięwzięć należało przede wszystkim uzyskać dla tych działań aprobatę wyższych przełożonych, którzy najprawdopodobniej mieli mierne pojęcie nie tylko o zadaniach i potrzebach służby hydrograficznej, ale także o roli, jaką powinna ona spełniać w odniesieniu do państwa i MW.
W rezultacie na początku 1923 opracowano dwa ważne dokumenty mające wpływ na dalsze losy hydrografii MW w Polsce. Zasadniczo oba dotyczyły sprawy reorganizacji BH MW jako reprezentanta służby hydrograficznej Marynarki Wojennej i zostały opracowane przez Jerzego Kłossowskiego. Pierwszy z nich był zatytułowany Memoriał w sprawie Służby Hydrograficznej Morskiej i przeznaczony dla naczelnych władz. Mówił o ogólnym znaczeniu hydrografii morskiej dla państwa morskiego i jej znaczenia dla Marynarki Wojennej. Jerzy Kłossowski w swoim opracowaniu postulował (...) by całokształt służby bezpieczeństwa na morzu, związany z wykonywaniem zadań hydrograficznych oraz funkcji od nich zależnych, spoczywał na odpowiedzialności i był w jednych rękach Władzy Wojenno-Morskiej, która w nierównie większym stopniu, będąc zainteresowaną w sprawności tej służby i w należytym przygotowaniu jej do potrzeb czasu wojennego niż Marynarka Handlowa, nie może zrezygnować z wyłączności administrowania w powyższych dziedzinach stosunków morskich na naszem Wybrzeżu, analogicznie jak praktykuje się w innych państwach nadmorskich Zachodniej Europy i za Oceanem.
Kolejnym dokumentem, odnoszącym się do spraw bezpośrednio związanych z hydrografią, było pismo Jerzego Kłossowskiego z 24 marca 1923 skierowane do szefa KMW i zatytułowane Memoriał w sprawie Hydrografji Morskiej w Rzeczypospolitej Polskiej, w którym autor przedstawił między innymi swoją koncepcję funkcjonowania i organizacji nowej służby hydrograficznej, dla której nawet opracował projekt statutu. Koncepcja ta przewidywała utworzenie instytucji hydrograficznej zwanej Morskim Biurem Hydrograficznym (MBH), które byłoby podporządkowane pod względem fachowym i ogólnowojskowym szefowi Kierownictwa Marynarki Wojennej, zaś w zakresie lokalnym i dyspozycyjnym – dowódcy Floty Morskiej. Zmiana nazwy z BHMW na MBH miała, zdaniem Jerzego Kłossowskiego, bardziej odpowiadać (...) rzeczywistym zadaniom i byłaby więcej odpowiednią ze względu na marynarkę handlową. Proponowaną strukturę organizacyjną Morskiego Biura Hydrograficznego przedstawia schemat 1.
W omawianym opracowaniu Jerzego Kłossowskiego nie zabrakło też odniesienia do sprawy przeniesienia w 1921 r. pomieszczeń Służby Hydrograficznej MW z Gdańska do Gdyni, które – zdaniem autora – wynikało wyłącznie z (...) chęci scentralizowania wszelkich instytucji MW będących pod zwierzchnictwem dowódcy Floty Morskiej. Według Jerzego Kłossowskiego, należało pozostawić siedzibę w Gdańsku, które jako miasto dawało w tamtym okresie o wiele lepsze możliwości w zakresie nawiązywania i podtrzymywania kontaktów z armatorami statków, komunikacji i łączności z nimi, a także umożliwiało wywieranie większego wpływu i współdecydowanie o przebiegu spraw nawigacyjno-hydrograficznych dotyczących akwenów przynależnych administracyjnie do Wolnego Miasta Gdańska. Jednocześnie uważał, że w aktualnej sytuacji (...) najlepszym rozwiązaniem byłoby przyjęcie do polskiego biura hydrograficznego gdańskich hydrografów, jako wykonawców robót, ale pod zwierzchnią kontrolą polską (...) dając im dobre warunki egzystencji, których obecnie nie mają. Wyrazem tego stanowiska było umiejscowienie w proponowanej strukturze organizacyjnej MBH jego ekspozytury w Wolnym Mieście Gdańsku.
Specjalne rozdziały autor poświęcił także konieczności odzyskania okrętu hydrograficznego. Znamiennym określeniem poglądów Jerzego Kłossowskiego na tę sprawę jest uwaga Hydrografja morska bez okrętu hydrograficznego równa się kawalerji bez konia i jest przeto zjawiskiem anormalnym. Okręt hydrograficzny, według zgłoszonej koncepcji, miał podlegać dowódcy Floty jedynie pod względem ogólnowojskowym. Jednakże powinien być do dyspozycji dowódcy na wypadek pilnej potrzeby. W aspekcie merytorycznym dysponować nim miał szef Biura Hydrograficznego. W tym wypadku okręt miał pełnić rolę bazy prac pomiarowych i szkolenia personelu.
Przytoczona argumentacja Jerzego Kłossowskiego, propozycje utworzenia ekspozytury MBH w Wolnym Mieście Gdańsku oraz koncepcja wydzielenia okrętu hydrograficznego spotkały się z dość nieprzychylnym stanowiskiem ówczesnego dowódcy Floty – kmdr. J. Świrskiego. Opinię na temat treści zawartych w „Memoriale...” wyraził on w jednym ze swoich pism do szefa KMW. Negatywnego stanowiska dowódcy Floty nie podzielał jednak szef KMW kontradm. Kazimierz Porębski, który poprzez swoje decyzje organizacyjne i kadrowe umożliwił w stosunkowo krótkim czasie przejście do fazy realizacji zamierzonych zmian, mających na celu odbudowę znaczenia rangi służby hydrograficznej MW jako centralnej służby państwowej w dziedzinie hydrografii i kartografii morskiej.
Korzystne dla BHMW i jednocześnie dla całej MW decyzje Dowództwa Floty i KMW zapadły w połowie 1923. Już 25 lipca tego roku ustanowiono bowiem funkcję „Referenta Kompasowego BHMW”, do którego należało wykonywanie wszelkich czynności i realizowanie spraw związanych z kompasami floty morskiej. Decyzja ta z pewnością przyczyniła się do ujednolicenia między innymi prawidłowego dokonywania określenia i prowadzenia kompensacji dewiacji kompasów okrętowych. Prace te do tej pory były wykonywane przez załogi poszczególnych okrętów i to nie zawsze w sposób prawidłowy. Mogło to wynikać z różnego poziomu wyszkolenia nawigacyjnego członków załóg. Należy pamiętać, że kompasy magnetyczne wówczas pozostawały na polskich okrętach zasadniczymi przyrządami nawigacyjnymi przeznaczonymi do wskazywania kierunku na morzu. Błędne określenie wartości dewiacji magnetycznej mogło prowadzić do znacznych odchyleń od zaplanowanych kursów i pozycji danego okrętu na morzu. Druga decyzja korzystna dla BHMW była związana z odzyskaniem okrętu hydrograficznego. Wobec trudności z utrzymaniem i eksploatacją statku Kaszuba przez Departament Marynarki Handlowej, postanowiono ponownie przejąć tę jednostkę. 11 stycznia 1924 wcielono ją do Marynarki Wojennej jako okręt hydrograficzny pod jego poprzednią nazwą – ORP Pomorzanin.
Wprowadzenie 14 stycznia 1924 statutu BHMW było decyzją trzecią i najważniejszą. Była to pewna forma potwierdzenia reorganizacji BHMW w kształcie zbliżonym do zaproponowanego przez Jerzego Kłossowskiego, w jego „Memoriale...”. Jednakże zachowano dotychczas obowiązującą nazwę Biura. W myśl postanowień tego statutu BHMW miało czuwać nad bezpieczeństwem żeglugi w wodach terytorialnych oraz umożliwiać żeglugę jednostkom pływającym wojenno-morskim przez dostarczanie im niezbędnych map morskich, instrukcji nawigacyjnych oraz instrumentów nawigacyjnych.
Interesujące jest to, że statut ten wprowadzono jako tymczasowy do chwili ustalenia organizacji instytucji hydrograficznych Marynarki Wojennej, przy czym owa chwila ustalenia tak naprawdę nigdy nie została jednoznacznie i w sposób oficjalny w dokumentach KMW określona. Mogły istnieć dwa zasadnicze powody wprowadzenia tej tymczasowości, oba zaprezentowane w artykule IV i V Statutu BHMW i zasadniczo związane z funkcjonowaniem struktur wewnętrznych BHMW.
Przystępując do omówienia tych powodów nieodzowne będzie przedstawienie nowej struktury organizacyjnej BHMW, w ramach której przewidywano utworzenie w Warszawie przy KMW kierowniczego ośrodka decyzyjnego BHMW z Wydziałem Kartograficznym oraz zorganizowanie na wybrzeżu ośrodka wykonawczego tzw. Depo Hydrograficzno-Instrumentalnego na wybrzeżu. W związku z powyższym konieczne było skierowanie części kadry i personelu BHMW do Warszawy. Jednakże na wniosek złożony przez Jerzego Kłossowskiego do szefa KMW, w którym wskazywał on istotne trudności lokalowe (brak mieszkań) w Warszawie, konieczność dopracowania spraw związanych ze skompletowaniem załogi ORP Pomorzanin oraz jej przygotowania do wykonywania pomiarów na rzecz polskiej floty wojennej decyzja o przeniesieniu części personelu BHMW z Pucka do Warszawy została wstrzymana. Wobec argumentów przedstawionych przez Jerzego Kłossowskiego wiceadmirał Kazimierz Porębski w porozumieniu z ówczesnym dowódcą Floty kmdr. Jerzym Świrskim zdecydował o tymczasowym pozostawieniu personelu BHMW w Pucku do czasu zakończenia przygotowań do pomiarów, szkolenia personelu i wykonywania usług dla okrętów. Postanowienie to znalazło odzwierciedlenie w artykule 4. Statutu BHMW.
Drugą przyczyną tymczasowości Statutu BHMW były plany KMW dotyczące wydzielenia Depo Hydrograficzno-Instrumentalnego na Wybrzeżu ze struktur BHMW i oddanie go do dyspozycji lokalnych władz wojenno-morskich na wybrzeżu. Oczywiście nasuwa się tu pytanie – dlaczego KMW od razu nie wyodrębniło tego organu ze struktur BHMW jeszcze w styczniu 1924. Najprawdopodobniej, powodem tymczasowego pozostawienia depo w strukturach BHMW była niewielka liczba zatrudnionych specjalistów z geodezji i hydrografii oraz fakt ponownego wcielenia do służby w MW ORP Pomorzanin i konieczność obsadzenia okrętu załogą. Zgodnie z założeniami Jerzego Kłossowskiego, okręt ten miał stanowić bazę pomiarową do działań BHMW. Jego załoga powinna składać się z osób legitymujących się choćby minimalnym poziomem wiedzy hydrograficznej, a tacy ludzie pracowali w BHMW. Przeniesienie choćby kilku osób z personelu BHMW na wymieniony okręt mogło jednakże spowodować wstrzymanie pracy całego Biura. Ponadto KMW, przyjmując okręt w styczniu 1924, nie dysponowało pełną oceną jego stanu technicznego, ani możliwością określenia czasu niezbędnego do osiągnięcia przez tę jednostkę i jej załogę zdolności operacyjnej do wykonywania postawionych zadań hydrograficznych. Wystarczy nadmienić, że okręt w okresie od 1 lutego do 31 maja 1924 przebywał w Stoczni Gdańskiej w związku z prowadzonymi pracami remontowymi oraz modernizacyjnymi i praktycznie dopiero 1 czerwca 1924 został skierowany do kampanii czynnej. W tej sytuacji, jak się wydaje, jedynym rozsądnym wyjściem było wstrzymanie decyzji o wyodrębnieniu depo, aż do momentu uzyskania pewności, że zarówno okręt, jak i załoga są w stanie wykonywać zadania hydrograficzne. Istotne było również równoległe podjęcie działań mających na celu zatrudnienie w BHMW osób z wykształceniem geodezyjno-hydrograficznym oraz specjalisty od instrumentów nawigacyjnych, który (...) oprócz umiejętności praktycznego użytkowania miałby pojęcie o ich konstrukcji i obsłudze technicznej. Osoby te miały w przyszłości stanowić kadrę oficerską i podoficerską Depo Hydrograficzno-Instrumentalnego, które planowano wyodrębnić. W efekcie podjętych działań na początku 1924 do pracy w BHMW przyjęto absolwentów Oficerskiej Szkoły Topograficznej: por. mar Kazimierza Śliwerskiego i por. mar. Artura Reymana. Uwzględniając trudności ze znalezieniem wykwalifikowanych oficerów-hydrografów, zdecydowano w KMW o połączeniu funkcji szefa BHMW i dowódcy ORP Pomorzanin. Zastępcą dowódcy okrętu został ppor. mar. J. Laskowski. Pozostała część personelu w znacznej większości rekrutowała się z poprzedniej załogi z lat 1920–1922. Przed rozpoczęciem letniej kampanii pomiarowej 1924 do pracy w BHMW przybył także por. mar. Edward Pacewicz, któremu początkowo powierzono kierowanie Wydziałem Instrumentalnym BHMW, a następnie sprawy realizacji batymetrycznych pomiarów szalupowych i okrętowych na wyznaczonych odcinkach prowadzonych przez tzw. grupę pomiarową działającą w ramach załogi okrętu. W aspekcie potrzeb hydrografii morskiej była to obsada najlepsza, jaką udało się stworzyć w oparciu o MW, gdyż każdy z wymienionych członków załogi okrętowej reprezentował możliwie najwyższy poziom zarówno wiedzy, jak i doświadczenia nawigacyjnego oraz hydrograficznego zdobyty podczas kampanii pomiarowych realizowanych pod dowództwem T. Bramińskiego. Doświadczenie miało istotny wpływ na przyszły rozwój i realizację prac hydrograficznych.
Opisana reorganizacja dokonana w styczniu 1924 znalazła także swój konkretny wyraz w budżecie na 1924 opracowanym i przedstawionym przez Jerzego Kłossowskiego do zatwierdzenia przez KMW jesienią 1923. Przewidziano w nim między innymi fundusze na przygotowanie pomiarów na wodzie i wybrzeżu, przeprowadzenie szkolenia hydrograficznego w ramach kursu przeznaczonego dla podoficerów i marynarzy oraz dość wysoką kwotę na zakup map morskich, instrumentów nawigacyjnych i wyposażenia hydrograficznego dla potrzeb nie tylko hydrografii, ale także innych okrętów MW. Było to konsekwencją jednego z rozkazów KMW z marca 1924 podporządkowującego Biuru Hydrograficznemu MW nie tylko dokonywanie wszelkich zakupów przyrządów optycznych i optyczno-mierniczych (identycznych z nawigacyjnymi dla potrzeb wszystkich służb i resortów Marynarki Wojennej), ale także zorganizowanie ich przechowywania oraz zapewnienie konserwacji i naprawy.
Wraz z zakończeniem letniej kampanii pomiarowej w 1924 powstały dość dogodne warunki do ostatecznego zakończenia procesu reorganizacji zespołu instytucji hydrograficznych MW. Dysponując już przeszkolonym personelem geodezyjno-hydrograficznym KMW przystąpiło do realizacji swoich wcześniejszych zamierzeń dotyczących wyodrębnienia ze składu BHMW tzw. Depo Hydrograficznego na Wybrzeżu i podporządkowania go pod każdym względem Dowódcy Floty jako lokalny resort hydrograficzny. Wymienione depo, składające się z Wydziału Instrumentalnego i magazynu map, przejęło w Pucku od BHMW lokal wraz ze sprzętem i rozpoczęło działalność 17 listopada 1924 jako jedna ze służb Portu Wojennego Puck (PW-Puck). Do zadań nowo powołanego depo należało (...) zaopatrywanie oddziałów i instytucji podlegających Dowódcy Floty w sprzęt nawigacyjny oraz wykonywanie bieżących czynności z pławami. Wydaje się, że utworzenie depo z tak określonym zakresem obowiązków było niejako naturalną konsekwencją wprowadzenia w życie postanowień rozkazu dziennego KMW nr 18 z 19 marca 1924 dotyczącego skoncentrowania zakupów identycznych przyrządów w jednym resorcie. Pierwszym kierownikiem Depo Hydrograficznego na Wybrzeżu został por. mar. A. Reyman. Inną decyzją kadrową KMW związaną z BHMW było mianowanie 1 grudnia 1924 r. por. mar. K. Śliwerskiego na stanowisko kierownika Wydziału Kartograficznego BHMW.
Przeprowadzona w 1924 reorganizacja służby hydrograficznej Marynarki Wojennej dała podstawy do stworzenia w polskiej flocie silnej instytucji, w postaci BHMW, której powierzono wszelkie sprawy związane z nawigacyjno–hydrograficzną obsługą działań sił morskich II Rzeczypospolitej.
Nie podlega wątpliwości, że zasadnicze kierunki zmian w organizacji i działaniu BHMW zostały opracowane przez Jerzego Kłossowskiego na podstawie uzyskanych informacji i doświadczeń z pobytu we Francji. Wpływ francuskiego modelu kierowania służbą hydrograficzną na proponowany kształt i organizację polskiej służby hydrograficznej był bardzo widoczny. Przejawiał się nawet w samym umiejscowieniu szefostwa BHMW przy KMW, które znajdowało się w stolicy państwa polskiego leżącej około 400 km od najbliższego odcinka wybrzeża i pozostawieniu na wybrzeżu ośrodka wykonawczego w postaci Depo i okrętu hydrograficznego. Strukturę organizacyjną służby hydrograficznej MW z grudnia 1924 przedstawia schemat 2.
Wraz z rozpoczęciem kolejnej letniej kampanii pomiarowej dla służby hydrograficznej MW Kierownictwo Marynarki Wojennej przystąpiło do wprowadzania w życie planu przeniesienia siedziby kierownictwa BHMW do Warszawy. W związku z tym rozdzielono funkcję szefa BHMW i dowódcy ORP Pomorzanin. Kpt. mar. Jerzy Kłossowski przestał być dowódcą tego okrętu i od 15 maja 1925 sprawował wyłącznie funkcję szefa BHMW. Obowiązki dowódcy okrętu przejął kierownik Wydziału Instrumentalnego por. mar. E. Pacewicz.
W połowie maja 1925 nastąpiły zmiany na kierowniczych stanowiskach Marynarki Wojennej, których konsekwencją były także zmiany w kierownictwie BHMW. Dokonana analiza materiałów archiwalnych Centralnego Archiwum Wojskowego pozwoliła ustalić, że dotychczasowy szef BHMW kpt. mar. Jerzy Kłossowski 19 czerwca 1925 został przeniesiony do KMW. Powierzono mu tymczasowo funkcję kierownika Wydziału Organizacyjno-Mobilizacyjnego. Na zwolnione w ten sposób etatowe stanowisko szefa Biura Hydrograficznego zostali na krótko przeniesieni kolejno: kmdr por. Stefan Frankowski, a następnie kmdr por. Adam Mohuczy. Jednakże rzeczywiste wykonywanie obowiązków i sprawowanie funkcji szefa BHMW powierzono por. mar. Kazimierz Śliwerskiemu, który w tym czasie był na etatowym stanowisku dowódcy baterii na lorach. Oficjalne urzędowanie w KMW jako szefa Biura Hydrograficznego Marynarki Wojennej kpt. mar. Kazimierz Śliwerski rozpoczął dopiero 16 października 1926. Kolejne zmiany na kierowniczych stanowiskach w BHMW związane były z wykorzystaniem przez Kazimierza Śliwerskiego możliwości podjęcia specjalistycznego szkolenia hydrograficznego we Francji w ramach studiów hydrograficznych. Na czas jego pobytu we Francji, w połowie marca 1927 przeniesiono do Warszawy i wyznaczono na stanowisko szefa BHMW por. mar. Artura Reymana, który do tej pory pełnił etatowe obowiązki kierownika Depo Hydrograficznego. Spowodowało to kolejne czasowe zmiany na stanowiskach w BHMW – na kierownika Depo Hydrograficznego został wyznaczony por. mar. Edward Pacewicz, będący do tej pory dowódcą ORP Pomorzanin, zaś na dowódcę tegoż okrętu został wyznaczony por. mar. Stefan Kwiatkowski (od marca do października 1927).
Faktyczne przejęcie obowiązków Szefa BH MW przez Artura Reymana nastąpiło 12 kwietnia 1927. Pełnił je do 12 lipca 1928, czyli do momentu ponownego przydzielenia go do Dowództwa Floty na stanowisko dowódcy ORP Pomorzanin. Jednocześnie Artur Reyman sprawował funkcję kierownika Depo Hydrograficznego. Po powrocie z Francji Kazimierza Śliwerski ponownie przejął obowiązki szefa BHMW (13 lipca 1928) kierując wszelkimi pracami Biura aż do początku 1933. Wówczas przeszedł w stan spoczynku, przekazując uprzednio obowiązki swojemu następcy.
Omawiając działalność i organizację polskiej służby hydrograficznej Marynarki Wojennej przypadającą na lata 1920–1927 nie sposób nie wspomnieć o fakcie wstąpienia Polski do Międzynarodowego Biura Hydrograficznego (IHB) z siedzibą w Monako. Przystąpienie Polski do IHB poprzedzone było blisko 4-letnim okresem starań najwyższych władz polskich z Delegatem Polski przy Lidze Narodów M. Arciszewskim i Ministrem Pełnomocnikiem F. Sokalem na czele. Podjęte działania odniosły pełny sukces – 26 lipca 1926 (załącznik nr 7) Polska została formalnie przyjęta w poczet państw członkowskich IHB. Liczono, że jej wstąpienie do tej organizacji nie tylko przyniesie wymierne korzyści związane z dostępem do nowych technik pomiarowych, danych i informacji z zakresu hydrografii, ale także da pewien propagandowy aspekt polityczny – potwierdzenia i uznania faktu istnienia Rzeczypospolitej Polskiej nad Bałtykiem. Z punktu widzenia hydrografii MW przystąpienie Polski do IHB było bardzo ważne, bowiem Biuro Hydrograficzne Marynarki Wojennej zostało zgłoszone przez władze Rzeczypospolitej do IHB jako oficjalny reprezentant polskiej służby hydrograficznej na arenie międzynarodowej.
Przedstawicielem Polski w obradach II Międzynarodowej Konferencji Hydrograficznej odbywającej się w Monako w październiku 1926 był kpt. mar. Jerzy Kłossowski, który podpisał z upoważnienia władz Polski stosowne dokumenty na zakończenie obrad. Od tej pory przewodniczącym polskiej delegacji i odpowiedzialnym za wszelkie kontakty z IHB był aktualny szef BHMW. Uczestniczył on także jako delegat Rzeczypospolitej Polskiej w kongresach hydrograficznych oraz konferencjach Międzynarodowego Biura Hydrograficznego, między innymi w 1929 w Sewilli i Monako oraz w 1932 w Monako.
W związku z planami wzmocnienia sił morskich MW poprzez zakup nowych typów okrętów (okręty podwodne i kontrtorpedowce), dla których przewidywano znacznie większe rejony działania operacyjnego, konieczne stało się podjęcie prac związanych z opracowaniem nowych morskich map nawigacyjnych. W rezultacie pojawiła się konieczność zintensyfikowania prac pomiarowych i kartograficznego opracowania już posiadanych danych. Do tych prac, na stanowiska kierowników grup pomiarowych, skierowano Artura Reymana oraz Edwarda Pacewicza. W ten sposób odciągnięto ich od spraw związanych z zaopatrzeniem okrętów MW w niezbędny sprzęt i wyposażenie nawigacyjne. W związku z powyższym w kwietniu 1929 zatrudniono por. mar. Ignacego Pogorzelskiego, powierzając mu obowiązki kierownika Wydziału Instrumentalnego Depo Hydrograficznego w Gdyni. W efekcie podjętych działań w okresie od 1927 do 1931 opublikowano pierwsze w pełni polskie wydawnictwa nautyczne, takie jak morska mapa nawigacyjna, skróty stosowane na mapach polskich oraz wykaz znaków morskich.
Pod koniec 1930 dostrzegalne stało się zjawisko zwiększania liczby zadań administracyjnych służby hydrograficznej MW związanych z koniecznością pełniejszego zabezpieczenia pod względem nawigacyjno-hydrograficznym coraz większej grupy jednostek pływających MW. Powodowało to oderwanie służby hydrograficznej od rzeczywistych prac pomiarowych. W związku z powyższym ówczesny szef KMW kontradmirał Jerzy Świrski w styczniu 1931 wprowadził dość istotne zmiany w tejże służbie. Ich celem było zasadniczo (...) oddzielenie spraw pomiarowych od spraw administrowania zaopatrzeniem nawigacyjnym i od wykonywania rozmaitych prac doraźnych. W ramach nowej organizacji służby hydrograficznej MW przewidywano zachowanie dotychczasowego podziału tej służby. Centralny ośrodek decyzyjny, tj. Biuro Hydrograficzne Kierownictwa Marynarki Wojennej (BHKMW) ulokowany był nadal w Warszawie w strukturach KMW. Do organów wykonawczych należały jednostki funkcjonujące we flocie – Oddział Pomiarowy-Hydrograficzny z okrętem hydrograficznym oraz Służba Zaopatrzenia Nawigacyjnego z magazynem nawigacyjnym, a także funkcjonujący we Flotylli Rzecznej – magazyn kartograficzno-nawigacyjny. Pod względem zależności służbowej szef BHKMW miał podlegać bezpośrednio szefowi KMW, dowódca Oddziału Pomiarowego-Hydrograficznego (Oddz. Pom.-Hydro.) – szefowi BHKMW, a (...) pod względem spraw lokalnych nie związanych z szefem Biura Hydrografii pod Dowódcę Floty. Natomiast szef Służby Zaopatrzenia Nawigacyjnego podlegał bezpośrednio komendantowi Portu Wojennego Gdynia, a w sprawach techniczno-fachowych szefowi BHKMW. Kierowanie działalnością magazynu kartograficzno-nawigacyjnego Flotylli Rzecznej powierzono dowództwu tej flotylli, pozostawiając jednakże szefowi BHKMW prawo ewentualnej ingerencji w sprawach merytorycznych. Istotną cechą charakterystyczną zarządzenia szefa KMW nr 1 z 22 stycznia 1931, wprowadzającego nową organizację służby hydrograficznej MW było to, że praktycznie po raz pierwszy w dziejach tej służby określono w sposób bardzo precyzyjny pełny zakres działania i obowiązków przypisanych poszczególnym elementom tworzącym tę służbę. O szczegółowości i rzetelnym opracowaniu treści tego zarządzenia może świadczyć jedna z uwag w nim zamieszona: (...) dorywcze pomiary wodne w obrębie portu i redy w zakres obowiązków Oddziału Pomiarowego-Hydrograficznego nie wchodzą. Stronę tytułową omawianego zarządzenia przedstawia załącznik nr 6. Łącznie przewidziano 2 etaty starszych oficerów, 4 etaty oficerów młodszych, 10 etatów podoficerskich, 3 etaty dla marynarzy oraz dalsze 3 dla pracowników cywilnych. Strukturę organizacyjną służby hydrograficznej MW ze stycznia 1931 przedstawia schemat 3. Pierwszym dowódcą Oddziału Pomiarowego-Hydrograficznego został kpt. mar. Artur Reyman, który jednocześnie nadal pełnił obowiązki dowódcy ORP Pomorzanin. Na kierownika Magazynu Nawigacyjnego Portu Wojennego Gdynia, funkcjonującego w strukturze Służby Zaopatrzenia Nawigacyjnego, wyznaczono por. mar. Ignacy Pogorzelskiego.
W czerwcu 1931 do personelu oficerskiego Oddziału Pom.-Hydro. dołączył por. mar. Karol Zagrodzki, który wcześniej, jeszcze jako oficer KMW, przebywał we Francji zdobywając wiedzę hydrograficzną i umiejętności praktyczne w ramach odbywanych tam studiów hydrograficznych. Ukształtowanych w trakcie studiów we Francji umiejętności praktycznych początkowo nie mógł w pełni spożytkować z powodu braku okrętu hydrograficznego. W 1931 ORP Pomorzanin praktycznie nie wykonywał pomiarów na morzu ze względu na fatalny stan kadłuba. Wkrótce skreślono go z listy floty. Rozumiejąc konieczność posiadania okrętu hydrograficznego, niezbędnego do wykonywania pomiarów na morzu, KMW podjęło decyzję o wykorzystaniu jednego z własnych trałowców w charakterze okrętu hydrograficznego. Wybór padł na trałowiec ORP Mewa. 11 czerwca 1932 załoga byłego ORP Pomorzanin wraz z personelem Oddziału Pomiarowego-Hydrograficznego została oficjalnie zaokrętowana na nowej jednostce. 10 czerwca 1932 dowódcą ORP Mewa został por. mar. Wiktor Łomidze, który poprzednio – od 6 listopada 1931 – pełnił obowiązki dowódcy ORP Pomorzanin. Po okresie ponadrocznym, czyli w sierpniu 1933, por. mar. Wiktor Łomidze przekazał obowiązki dowódcy ORP Mewa wyznaczonemu na to stanowisko por. mar. K. Zagrodzkiemu.
Dotychczasowy Szef BH MW K. Śliwerski, w związku z zaplanowanym na 28 lutego 1933 przeniesieniem w stan spoczynku, przekazał swoje obowiązki kpt. mar. Arturowi Reymanowi. Rzeczywiste przeniesienie do Warszawy i faktyczne objęcie stanowiska szefa BHMW przez Artura Reymana nastąpiło na początku marca 1933. Na zwolnione przez niego etatowe stanowisko dowódcy Oddziału Pomiarowego-Hydrograficznego na krótko wyznaczono kpt. mar. Stanisława Dzienisiewicza, od którego 29 lipca 1933 obowiązki przejął kpt. mar. I. Pogorzelski. Oficjalne wyznaczenie tego oficera na to stanowisko nastąpiło 9 sierpnia 1933.
Na początku 1933 skład osobowy BH MW powiększył się o nowego pracownika cywilnego, którym był kpt. mar. w stanie spocz. inż. Józef Woźnicki – absolwent Politechniki Warszawskiej. Ze względu na jego wiedzę przydzielono mu sprawy związane z nowoczesnym sprzętem nawigacyjnym, a w szczególności z urządzeniami służącymi do radionamierzania. W 1938 r. na pokładzie ORP Pomorzanin odbywało swoją końcową praktykę dwóch kolejnych słuchaczy Politechniki Warszawskiej – Jan Wereszczyński i Tadeusz Bajer. Pierwszy z nich, już jako inżynier, w 1939 r. dostał powołanie do MW i po skróconym przeszkoleniu morskim w Szkole Podchorążych Marynarki Wojennej miał zostać oficerem pełniącym służbę w BHMW. Jednakże plany te nie zostały zrealizowane na skutek rozpoczęcia działań wojennych 1 września 1939.
W skład ostatniej, przedwojennej obsady BHMW, oprócz szefa BHMW – Artura Reymana, wchodzili: kpt. mar. w st. spocz. inż. Józef Woźnicki – zastępca szefa BHMW, kpt. mar. K. Zagrodzki – dowódca ORP Pomorzanin, kpt. mar. I. Pogorzelski – dowódca Oddziału Pomiarowego-Hydrograficznego, chor. mar. K. Wiśniewski – zastępca dowódcy ORP Pomorzanin, st. bsm. K. Niciecki – bosman okrętowy, mat W. Małaszkiewicz i mat W. Dąbrowski – kanceliści, pracownicy cywilni Józef Derda i Piotr Jeleński – kartografowie-kreślarze oraz Zofia Strzemecka – tłumacz.
1 września 1939, w chwili rozpoczęcia działań wojennych, w BHMW rozpoczęto intensywne przygotowania do ewakuowania – wraz z przedstawicielami i archiwum KMW – personelu i najważniejszych dokumentów biura zgromadzonych w Warszawie. Rozkaz (...) do zlikwidowania Biura Hydrogaf. w sensie zniszczenia wszystkich dokumentów i akt tajnych oraz udania się wraz z rodziną na dworzec Warszawa-Wsch. – szef BHMW kmdr ppor. Artur Reyman otrzymał już 4 września 1939.
Nie znaleziono żadnych innych informacji na temat sposobów realizacji powyższego rozkazu oraz działań podjętych w tym samym czasie przez pracowników Oddziału Pomiarowego-Hydrograficznego znajdującego się na Wybrzeżu. Przyjęto więc, że datą zakończenia działalności całej służby hydrograficznej MW w Polsce okresu XX-lecia międzywojennego XX w. był dzień otrzymania rozkazu zlikwidowania BH MW otrzymanego przez kmdr. ppor. Artura Reymana, czyli 4 września 1939. Kopię dokumentu opracowanego przez Artura Reymana, zawierającego informację na temat otrzymania rozkazu zlikwidowania BH MW, przedstawia załącznik nr 8.
W odtworzonych strukturach KMW w Wielkiej Brytanii nie przewidziano istnienia choćby jednej komórki hydrograficznej. Wynikało to zapewne z faktu wykorzystywania przez polskich marynarzy morskich map nawigacyjnych oraz wydawnictw nautycznych opracowanych przez służbę hydrograficzną Admiralicji Brytyjskiej, dysponującą wiedzą, doświadczeniem i możliwościami technicznymi znacznie przewyższającymi dokonania całej polskiej służby hydrograficznej w okresie jej działalności w latach 1920–1939.

#### Udział służby hydrograficznej w pracach na rzecz Marynarki Wojennej, gospodarki morskiej i w działalności naukowo-badawczej
Wśród licznych zadań wypełnianych przez polską służbę hydrograficzną w okresie od 1920 do 1939, oprócz działań związanych z obsługą nawigacyjno-hydrograficzną działań MW, były przedsięwzięcia prowadzone na rzecz gospodarki morskiej Polski. Ważny był również udział w niektórych pracach naukowo-badawczych realizowanych przez BHMW samodzielnie lub we współpracy z polskimi instytucjami naukowymi. Podstawową tego przyczyną był fakt, że byli oni wówczas – w latach 1920–1922 jedynymi specjalistami w Polsce wyposażonymi w sprzęt i reprezentującymi odpowiedni poziom wiedzy i doświadczenia hydrograficznego. W kolejnych latach do wymienionych przyczyn doszło także to, że dzięki reorganizacji służby hydrograficznej w latach 1923–1924, BHMW stało się instytucją centralną odpowiedzialną za całokształt spraw związanych z bezpieczeństwem żeglugi na polskich obszarach morskich. Dzięki umiejętnie prowadzonej polityce kadrowej w zakresie szkoleń personelu, BHMW było wiodącym polskim ośrodkiem wiedzy o morzu. Realizowało wiele rodzajów prac, dlatego trudno jednoznacznie stwierdzić, że były one wykonywane wyłącznie na potrzeby gospodarki morskiej lub nauki, bowiem po pewnym czasie często okazywało się, że służyły także sprawom Marynarki Wojennej. Oczywistym przykładem jest tutaj udział ORP Pomorzanin w pracach związanych z budową portu w Gdyni.
Pierwsze prace hydrograficzne wykonywane przez załogę ORP Pomorzanin na rzecz gospodarki morskiej były prowadzone w maju i pod koniec września 1920 w okolicy Kanału Depke. Związane były z wytyczeniem i kontrolą toru wodnego do portu w Pucku. Prace te polegały na określeniu miejsc do bagrowania, a następnie, po wykonaniu prac pogłębiarskich – na sprawdzeniu poprawności ich wykonania. Kolejne działania prowadzono w 1921. Były one związane z budową portu w Gdyni. Polegały na określeniu grubości warstw torfu w miejscach przyszłych basenów portowych oraz na wyznaczeniu miejsca na wbicie pierwszego pala na lądzie, z którego później wykonano ostrogę wysuniętą w morze.
W wyniku reorganizacji służby hydrograficznej MW przeprowadzonej w latach 1923–1924, BHMW stało się reprezentantem państwowej służby hydrograficznej. Ze względu na powyższe, konieczne stało się nawiązanie współpracy z innymi krajowymi instytucjami i organizacjami, których obszary zainteresowania dotyczyły przynajmniej częściowo spraw morza i polskiego odcinka wybrzeża morskiego. Współpraca ta polegać miała na wzajemnej wymianie posiadanych informacji, pomocy w organizacji prac badawczych oraz szkoleniu personelu. Wśród tych instytucji znalazły się między innymi Wojskowy Instytut Geograficzny (WIG), Państwowy Instytut Meteorologiczny, Urząd Miar i Wag, urzędy marynarki handlowej, ośrodki naukowe realizujące prace z zakresu geofizyki, ichtiologii i biologii morza. Pierwsze kroki w tym kierunku zostały postawione już w 1923, a pierwszym dowodem tej współpracy była pomoc Wojskowego Instytutu Geograficznego w szkoleniu mierniczym oficerów Marynarki Wojennej, którzy w następnych latach wykonywali wiele prac na rzecz reprezentowanego przez siebie rodzaju wojsk i gospodarki narodowej. Były to między innymi prace związane z „pomiarem warstwiczym Oksywskiej Kępy” wykonane w marcu 1925. Kolejnym przykładem, będącym jednocześnie dowodem uznania przez przedstawicieli polskiej nauki dotychczasowych osiągnięć BHMW, było zaproszenie szefa BHMW do składu polskiej delegacji biorącej udział w obradach Międzynarodowej Konferencji Geodezyjno-Astronomicznej w Helsinkach (Helsingfors) w lecie 1924. Delegacja Polski udała się w podróż drogą morską, płynąc na pokładzie kanonierki ORP Komendant Piłsudski pod dowództwem kmdr. ppor. Włodzimierza Steyera. Podczas tej wyprawy kpt. mar. J. Kłossowski, jako sekretarz delegacji, miał możliwość zapoznania członków delegacji z najnowszymi dokonaniami BHMW, planami prac i problemami naukowymi związanymi z hydrografią morską. Jednym z nich była sprawa wykonania pomiarów magnetycznych. Jak wspomina J. Kłossowski, kwestię tę przedstawił jednemu z członków polskiej delegacji – prof. M. Kamieńskiemu, zapytując go, „(...) czy nie zechciałby zająć się tą sprawą. Po krótkim namyśle profesor udzielił przychylnej odpowiedzi”. Uzyskawszy stosowną zgodę szefa KMW na zaangażowanie do prac prof. M. Kamieńskiego, już w sierpniu 1924 rozpoczęto wykonywanie pomiarów w rejonie Helu. W trakcie tych prac wyznaczono „reper oznaczający południk magnetyczny. Wyniki pomiarów zostały opublikowane w Wiadomościach Żeglarskich i odnotowane na nowo wydanych mapach morskich”. Uzyskane wyniki były na tyle obiecujące dla polskiej nauki, że postanowiono wkrótce wybudować na samym cyplu helskim stację pomiarową zmian składowych pola magnetycznego Ziemi.
Prace wykonane w 1924 stanowiły podbudowę do przedsięwzięć realizowanych w 1925. Ten sam zespół wykonał kolejne pomiary, które miały na celu ustalenie kierunków magnetycznych (azymutów astronomicznych) dla sprawdzenia okrętowych kompasów magnetycznych. Kierunki takie zostały wyznaczone na Helu, w Gdyni i na cyplu oksywskim. Dodatkowo, w rejonie cypla oksywskiego, wyznaczono miejsca do wybudowania znaków dodatkowych, które zamierzano wystawiać dla ułatwienia polskim okrętom określania wielkości dewiacji magnetycznej. W ramach prac, kierowanych przez prof. M. Kamieńskiego wykonano także pomiary magnetyczne w rejonie Zatoki Puckiej. W rezultacie stwierdzono brak większych anomalii deklinacji magnetycznej w tym akwenie. Dla epoki 1925,0 (1 lipca 1925) przyjęto jej wartość określoną na +4°8’.
Wspólnie z toruńskim Instytutem Bałtyckim, kierowanym przez dr Józefa Borowika, w latach 1929–1930 załoga ORP Pomorzanin, oprócz normalnych prac programowych realizowała na rzecz wymienionego instytutu pomiary hydrometeorologiczne w akwenie Zatoki Gdańskiej. Prace te polegały na określaniu w kilkudziesięciu punktach pomiarowych, w regularnych odstępach czasu takich elementów jak temperatura wody, kierunek wiatru i prądu. Rezultaty tych pomiarów zostały ogłoszone przez dyrektora J. Borowika, w jednym z periodyków Instytutu Bałtyckiego.
Załoga ORP Pomorzanin (tym samym i BHMW) wniosła także istotny wkład w rozwój wiedzy na temat zasobów rybnych wód Bałtyku, poprzez swój udział i pomoc w pracach związanych z tzw. miareczkowaniem ryb. Zainteresowanymi instytucjami były: wspomniany wyżej Instytut Bałtycki w Toruniu oraz Urząd Rybacki w Gdyni. W pierwszej wyprawie (w celu miareczkowania ryb) na ORP Pomorzanin brali udział między innymi: prof. dr Michał Siedlecki jako reprezentant Polski w Bałtyckiej Komisji Rybołówstwa Morskiego, dr J. Borowik i przedstawiciele Urzędu Rybackiego w Gdyni.
W 1925 miały miejsce dwa fakty związane z udziałem pracowników służby hydrograficznej MW, które do tej pory nie zostały odnotowane przez historyków. Są to wydarzenia może drobne i wynikające raczej z przypadkowej obecności pracowników tej służby, ale ze względu na charakter epizodów warte są odnotowania. Obydwa wydarzenia związane są z akcją ratowania życia ludzkiego na morzu. Pierwsze nastąpiło 24 lipca 1925 na wodach Zatoki Gdańskiej; wówczas załoga ORP Pomorzanin uczestniczyła w akcji ratowniczej załogi motorówki Żeglugi Bałtyckiej Kmicic. Drugie nastąpiło 3 października 1925 i polegało na udzieleniu pomocy i uratowaniu trzech tonących z łodzi żaglowej Najade podczas silnego wiatru przez pracownika BHMW M. Chłopickiego i załogę kutra parowego Gdańsk.

#### Odbudowa i rozwój służby hydrograficznej Marynarki Wojennej w latach 1945–1967
Organizowanie służby hydrograficznej rozpoczęło się już w czerwcu 1945. Zadania tego podjął się, po powrocie z niemieckiej niewoli, oficer przedwojennego BHMW – kmdr ppor. Karol Zagrodzki. Wśród pierwszych organizatorów i pracowników służby hydrograficznej znaleźli się także inni przedwojenni pracownicy Biura Hydrograficznego Marynarki Wojennej: kpt. mar. Ignacy Pogorzelski, mat Józef Derda, Włodzimierz Szczerbo i kartograf Piotr Jeleński. Podstawą formalną tworzenia powojennej służby hydrograficznej MW w Polsce był rozkaz organizacyjny nr 00163/Org. Naczelnego Dowódcy Wojska Polskie z 7 lipca 1945, powołujący do życia organy dowódcze i instytucje Marynarki Wojennej. Na mocy wspomnianego rozkazu do dnia 30 lipca 1945 zostało zorganizowane Dowództwo Marynarki Wojennej, składające się z 8 osób oraz Sztab Główny Marynarki Wojennej, który początkowo stanowiły tylko trzy oddziały: Operacyjny i Wyszkolenia Morskiego, Organizacyjno-Mobilizacyjny i Łączności. Następnie powiększono go między innymi o Oddział Zwiadu, Ogólny, Finansowy oraz o Oddział Hydrograficzny Sztabu Głównego Marynarki Wojennej.
Obsadę personalną ostatniego z wymienionych oddziałów zatrudniano na podstawie tzw. etatu nr 35/2, który w kierownictwie przewidywał następujące stanowiska: szefa oddziału (szefa służby hydrograficznej floty), starszego pomocnika szefa oddziału, pomocnika szefa oddziału i kancelistę. Stanowisku szefa został przypisany stopień komandora (kmdr). Jest to istotne, ponieważ ten fakt w powiązaniu z ogólnymi trudnościami kadrowymi spowodował, że to stanowisko pozostawało wolne przez okres około czterech miesięcy. W tym czasie, tj. od 7 lipca do 1 listopada 1945 obowiązki szefa Oddziału Hydrograficznego wypełniał kmdr ppor. K. Zagrodzki, który de facto, zgodnie z rozkazem personalnym nr 19 z 17 września 1945, pozostawał w tym okresie na stanowisku st. pomocnika szefa oddziału. Oficjalne wyznaczenie tego oficera na stanowisko szefa Oddziału Hydrograficznego Sztabu Głównego MW nastąpiło 1 listopada 1945, dopiero na mocy rozkazu personalnego dowódcy MW nr 50 z 22 listopada 1945 Strukturę organizacyjną Oddziału Hydrograficznego Sztabu Głównego MW przedstawia schemat nr 4.
W trakcie badań prowadzonych w polskich ośrodkach archiwalnych natrafiono na problem, który nadal pozostaje częściowo niewyjaśniony z powodu braku odpowiednich dokumentów. Sprawa dotyczy utworzenia Wydziału Hydrograficznego Sztabu Głównego Marynarki Wojennej.
Pierwszym dokumentem archiwalnym na ten temat jest pismo z 27 września 1945 podpisane przez szefa Oddziału Hydrograficznego Sztabu Gł. Mar. Woj. – kmdr. ppor. K. Zagrodzkiego skierowane do Szefa Sztabu Głównego MW i zawierające projekt organizacji Wydziału Hydrograficznego działającego w ramach Sztabu Głównego Marynarki Wojennej. W projekcie tym przedstawiono ogólny zakres zadań, organizację pracy oraz zestawienie etatów. Przedłożony przez K. Zagrodzkiego projekt etatów przewidywał stanowiska dla 9 oficerów, 26 podoficerów i marynarzy oraz dla 22 pracowników kontraktowych. Struktura Wydziału Hydrograficznego Sztabu Głównego MW w zaproponowanym kształcie przez K. Zagrodzkiego właściwie nie różniła się od organizacji oddziału wprowadzonej na podstawie etatu etatu 35/2 (zob. schemat nr 4). O utworzeniu takiego wydziału i jego funkcjonowaniu w strukturach MW świadczą liczne dokumenty z lat 1946–1947, w których występuje oficjalna nazwa: Wydział Hydrograficzny Sztabu Głównego MW. Analiza tych dokumentów pozwala przypuszczać, że jego utworzenie mogło nastąpić w okresie od maja do czerwca 1946 r. Niestety, w oparciu o zgromadzone i dostępne archiwalia nie udało mi się ustalić dokładnej daty oraz numeru rozkazu, który w sposób jednoznaczny potwierdzałby utworzenie takiego wydziału i określał jego dokładne umiejscowienie w strukturze MW. Jednakże zdecydowałem się na umieszczenie informacji o Wydziale Hydrograficznym, chcąc opracować ten rozdział działalności służby hydrograficznej MW w sposób możliwie dokładny.
W maju 1947, w związku z ogólną reorganizacją i redukcją wojska oraz w celu dostosowania organizacyjnej struktury dowództwa i poszczególnych jednostek do nowych realiów i możliwości rozwoju MW, minister obrony narodowej polecił wprowadzić modyfikacje w istniejącej organizacji służby hydrograficznej MW. Podjął decyzję o zmianie: Oddziału Hydrografii Sztabu Głównego Marynarki Wojennej – istniejącego w etacie nr 35/2 – Sztabu Głównego Marynarki Wojennej – na etat nr 35/67 Biura Hydrograficznego Marynarki Wojennej o stanie osobowym 29 wojskowych i 29 kontraktowych”.
Po dwóch tygodniach, bo już 12 czerwca 1947, na podstawie zarządzenia ministra obrony narodowej Biuro Hydrograficzne Marynarki Wojennej, jako odrębna jednostka MW, otrzymała swój numer JW 5393. W strukturze organizacyjnej BHMW znalazły się między innymi: Wydział Kartograficzny, Wydział Pomiarowy, Sekcja Wydawnicza, Sekcja Instrumentów i Referat Zaopatrzenia. Pełną strukturę organizacyjną BHMW według etatu nr 35/67 z 1947 przedstawia schemat nr 5.
W listopadzie 1948, w związku z przejęciem przez BHMW wszystkich czynności związanych z zaopatrzeniem Marynarki Wojennej w sprzęt i materiały nawigacyjno-hydrograficzne, znacznemu zwiększeniu uległ dotychczasowy zakres obowiązków i pracy Referatu Zaopatrzenia BHMW. Dla zapewnienia właściwego wypełniania tych zadań, konieczne stało się zwiększenie uprawnień i liczby personelu tego referatu. Swoje stanowisko w tej sprawie przedstawił K. Zagrodzki w piśmie skierowanym pod koniec listopada 1948 do szefa I Oddziału Sztabu Głównego MW. W efekcie podjętych działań w styczniu 1949 w miejsce dotychczasowego Referatu Zaopatrzenia powołano Wydział Zaopatrzenia oraz utworzono Składnicę Nawigacyjno-Hydrograficzną MW.
Siedziba BHMW początkowo znajdowała się w tych samych pomieszczeniach, które zajmowali pracownicy jego poprzednika, czyli Oddziału Hydrograficznego Sztabu Głównego MW: w budynku przy ul. Waszyngtona 42 w Gdyni. Ze względu na fakt, że budynek ten został przydzielony Ministerstwu Żeglugi i Handlu Zagranicznego, które umiejscowiło w nim Państwowy Instytut Hydrologiczno-Meteorologiczny (PIHM), personel BHMW musiał zmienić swoją siedzibę. Propozycję zmian w tej sprawie szef BHMW przedstawił na początku listopada ówczesnemu szefowi Wydziału Kwaterunkowo-Budowlanego Głównego Kwatermistrzostwa Marynarki Wojennej. Po ponadrocznym okresie oczekiwania, 7 grudnia 1948 siedziba BHMW została przeniesiona na Oksywie i pomimo wielu kolejnych zmian organizacyjnych, do 1968 nie zmieniła swojej dyslokacji.
BHMW jako odrębna jednostka nie istniało długo, bo zaledwie nieco ponad 3 lata. Na początku grudnia 1950 r. na podstawie decyzji ministra obrony narodowej Biuro Hydrograficzne MW zostało ponownie włączone do struktur organizacyjnych Sztabu Głównego Marynarki Wojennej. Przyjęło nową nazwę – Szefostwo Hydrografii Sztabu Głównego Marynarki Wojennej, a jego personel liczył 29 wojskowych i 36 pracowników wojska. Organizację Szefostwa Hydrografii Sztabu Głównego MW według etatu nr 35/132 z grudnia 1950 wraz ze stanowiskami etatowymi przedstawia schemat nr 6.
Szefem Hydrografii Sztabu Głównego Marynarki Wojennej został dotychczasowy szef BHMW – kmdr por. K. Zagrodzki; obowiązki jego zastępcy pełnił kmdr ppor. Kazimierz Szczęsny przybyły do służby hydrograficznej MW 4 listopada 1950.
Dość napięte stosunki międzynarodowe wynikające z sytuacji na Półwyspie Koreańskim spowodowały, że w Polsce na przełomie 1950/1951 r. opracowano plany przyspieszonych zamierzeń organizacyjnych na lata 1951–1953. W odniesieniu do MW przewidywano na pierwszym miejscu rozbudowę jednostek nadbrzeżnych i lotnictwa, a później zwiększenie liczby okrętów. Według założeń operacyjnych, MW w 1956 miała być w pełni przygotowana do realizacji prac trałowych w akwenie Zatoki Gdańskiej i na wodach przybrzeżnych. To z kolei powodowało konieczność przygotowania odpowiednich opracowań kartograficznych (mapy, planszety) oraz wyznaczenia punktów brzegowego oznakowania nawigacyjnego przeznaczonego do wystawienia na czas ewentualnego konfliktu zbrojnego. W związku z powyższym zwiększeniu uległa liczba pracowników Szefostwa Hydrografii SG MW. Podstawę tego działania stanowił rozkaz organizacyjny MON nr 0010/Org. z 22 stycznia 1953, według którego zgodnie z etatem nr 35/209, liczba wojskowych miała wynosić 33, a pracowników wojska – 35. Ten stan został zmniejszony w 1956 do poziomu łącznie 49 osób, z czego 23 etaty były przeznaczone dla wojskowych i 26 dla pracowników wojska. Zmiany te spowodował Rozkaz Ministra ON nr 056/Org. z 13 listopada 1956, wprowadzający etat nr 35/327, który wkrótce został zastąpiony przez etat nr 35/336, ustanowiony na podstawie rozkazu organizacyjnego MON nr 047/Org. z 15 czerwca 1957. W ostatnim z wymienionych etatów – dokonano zmiany nazwy z Szefostwa Hydrografii Sztabu Głównego Marynarki Wojennej na Szefostwo Hydrografii Marynarki Wojennej. Ustanowiono jednocześnie niezwykle rozbudowaną strukturę organizacyjną służby hydrograficznej MW. Przewidywano utworzenie aż siedmiu wydziałów i powiększonej Sekcji Ogólnej z kancelarią oraz biblioteką i archiwum. Główną przyczyną powstania bardziej złożonej struktury była chęć dostosowania organizacji służby hydrograficznej MW do stawianych jej nowych wymagań, które związane były z zapoczątkowaniem współpracy i współdziałania Marynarki Wojennej z działającymi na Bałtyku flotami Związku Radzieckiego i Niemieckiej Republiki Demokratycznej oraz z planami unowocześnienia sił MW wynikających z zobowiązań Polski na rzecz Układu Warszawskiego. Organizację Szefostwa Hydrografii Marynarki Wojennej zgodną z etatem nr 35/336 przedstawia schemat nr 7.
2 marca 1953 swoje obowiązki zdał dotychczasowy Szef Hydrografii Marynarki Wojennej kmdr por. K. Zagrodzki. Tego samego dnia przejął je kmdr ppor. Edward Łączny i pełnił aż do 1957. Kolejnym szefem został kpt. mar. Celestyn Spyra, który obowiązki na nowym stanowisku służbowym objął 5 września 1957.
Zwiększający się stale zakres obowiązków w dziedzinie aktualizacji posiadanych informacji i zdobywania nowych, nawigacyjno-hydrograficznych danych pomiarowych niejako wymusił zmiany w dotychczasowym systemie ich pozyskiwania. W tym celu utworzono oddzielną jednostkę przeznaczoną do zabezpieczenia nawigacyjno-hydrograficznego działań sił MW oraz wykonywania prac hydrograficznych na potrzeby bezpieczeństwa żeglugi. Jednostka ta została sformowana w połowie 1959 r. według etatu nr 35/371, na podstawie rozkazu organizacyjnego Szefa Sztabu Generalnego WP nr 047/Org. z 4 maja 1959 i otrzymała nazwę Oddziału Zabezpieczenia Hydrograficznego MW (OZH MW), numer JW 5511. Została umieszczona w Gdyni-Oksywiu. Nowa jednostka liczyła 40 etatów wojskowych. Pierwszym jej dowódcą został kpt. mar. Franciszek Kuchta, który swoje obowiązki objął 22 sierpnia 1959. Do zadań jednostki należało: (...) 1. wykonywanie prac geodezyjnych; 2. zabezpieczanie hydrograficzne trałowań bojowych; 3. wykonywanie prac hydrograficznych; 4. szkolenie marynarzy w specjalności hydrograf i obsługa brzegowych stacji radionamierzania. W strukturach organizacyjnych JW. 5511 przewidziano wydzielenie Grupy Kompleksowych Prac Hydrograficznych (GKPH) oraz Radiodalmierczej Grupy Hydrograficznej (RGH). RGH na początku 1960 została rozformowana i na jej bazie utworzono Hydrograficzny Wydział Pomiarów Środkami Radiotechnicznymi (HWPŚR) składający się dwóch Grup Radionamierzania. Dowódcą HWPŚR został por. mar. Stanisław Małachowski, a GKPH dowodził kpt. mar. Bronisław Skotnicki. W składzie GKPH znajdowała się Grupa Jednostek Pływających wyposażona w łódź dwuwiosłową oraz dwie motorowe łodzie sondażowe o nazwach Ł-1 i Ł-2.
W rozkazie powołującym do życia JW 5511 Dowódca MW nakazywał także wprowadzenie zmian w organizacji Składnicy Nawigacyjno-Hydrograficznej oraz utworzenie Warsztatów Naprawczych Szefostwa Hydrografii Marynarki Wojennej. Wszystkie te wymienione nowo utworzone i przeformowane jednostki zostały podporządkowane szefowi Sztabu Głównego MW poprzez szefa Hydrografii.
Wewnętrzna organizacja Oddziału Zabezpieczenia Hydrograficznego MW częściowo została ponownie zmieniona już w 1961. Było to spowodowane koniecznością dostosowania struktur tej jednostki do liczby realizowanych pomiarów hydrograficznych zwiększonej w związku z planami opracowania i wydania w połowie lat 60 XX w. nowej serii map morskich. W sierpniu 1961 wydano decyzję o utworzeniu Sekcji Opracowań Kameralnych Oddziału Zabezpieczenia Hydrograficznego MW (2 etaty oficerskie), której pierwszym kierownikiem został kpt. mar. Hieronim Kozłowski. Jednocześnie, zamiast dotychczasowej GKPH utworzono Wydział Pomiarów Hydrograficzno-Geodezyjnych z Grupą Pomiarów Hydrograficznych (etatowo 16 osób) oraz Grupą Pomiarów Geodezyjnych (etatowo 5 osób). Szefem tego wydziału został kpt. mar. Bronisław Skotnicki, zaś dowódcą grupy hydrograficznej ppor. mar. K. Żółtek. Organizacja ta pozostała niezmieniona przez następne 3 lata. Strukturę organizacyjną OZH MW z listopada 1961 r. przedstawia schemat nr 8.
W połowie 1962 wydano decyzję o przeformowaniu istniejących od prawie 3 lat Warsztatów Naprawczych Szefostwa Hydrografii MW, funkcjonujących według etatu nr 35/373 na Zakłady Sprzętu Nawigacyjno-Hydrograficznego MW. Przestały one jednocześnie podlegać Szefowi Hydrografii MW; zgodnie z nowym etatem nr 35/407 zatrudniały 9-osobowy personel.
W kwietniu 1964 stan posiadania jednostek pływających OZH MW powiększył się o kolejne 2 motorowe łodzie sondażowe o nazwach Ł-3 i Ł-4 wcielone do MW 18 maja 1964. Jednocześnie do wyposażenia Wydziału Pomiarów Hydrograficzno-Geodezyjnych OZH MW dołączono następne 3 stacje radionawigacyjne typu RYM-B, zwiększając w ten sposób liczbę posiadanych stacji do 6. Spowodowało to konieczność przeformowania JW 5511: dotychczasowy etat nr 35/371 został zastąpiony przez etat nr 35/437. Pozwoliło to zwiększyć liczbę osób w tej jednostce aż do 126. Wykaz kadry oficerskiej OZH MW z tego okresu przedstawia załącznik nr 17.
W nowej strukturze pozostawiono bez zmian Grupę Jednostek Pływających i Sekcję Opracowań Kameralnych, zaś zamiast dotychczas istniejącego Wydziału Pomiarów Hydrograficzno-Geodezyjnych utworzono trzy Sekcje Pomiarów Hydrograficzno-Geodezyjnych. Dodatkowo utworzono także Sekcję Operacyjną, Techniczną, Hydrometeorologiczną oraz Oznakowania Nawigacyjnego, składającą się z dwóch Grup Stacji Radionawigacyjnych Brzegowych i jednej Grupy Stacji Radionawigacyjnych Okrętowych. W 1967 w strukturze organizacyjnej Sekcji Hydrometeorologicznej powołano Grupę Hydrometeorologiczną oraz Grupę Aerologiczną wyposażoną w ruchomą stację meteorologiczną PAMS. Kolejne istotne zmiany w organizacji tej jednostki wprowadzono dopiero w połowie 1968.
W okresie od lipca 1948 do listopada 1967, czyli prawie do końca omawianego w tym rozdziale okresu działalności służby hydrograficznej MW, wykorzystywała ona do realizacji pomiarów i działań związanych z zabezpieczeniem nawigacyjno-hydrograficznym innych okrętów MW następujące duże jednostki pływające: OH Kompas (do września 1951 nosił nazwę ORP Żuraw) oraz od listopada 1954 r. OH Bałtyk. Oba wymienione okręty funkcjonowały na podstawie odrębnych etatów i podlegały pod względem służbowym szefowi Sztabu Głównego MW poprzez szefa Hydrografii MW. Decyzję o formalnym przydzieleniu tych jednostek do służby hydrograficznej MW podjął Dowódca MW pod koniec listopada 1967. Praktyczne wykonanie jego postanowień nastąpiło 1 stycznia 1968, kiedy okręty te zostały komisyjnie przekazane i oficjalnie włączone do Oddziału Zabezpieczenia Hydrograficznego MW.
Kierownicze stanowiska w Szefostwie Hydrografii MW w grudniu 1967 zajmowali: kmdr C. Spyra – Szef Hydrografii MW, kmdr por. Bohdan Rojcewicz – Zastępca Szefa Hydrografii MW ds. operacyjno-szkoleniowych, kmdr ppor. Zygmunt Hundt – zastępca szefa hydrografii ds. politycznych, kmdr ppor. Kazimierz Wielebski – Szef Wydziału Techniczno-Nawigacyjnego, kmdr ppor. Henryk Rodkiewicz – Szef Wydziału Hydrometeorologicznego oraz kmdr ppor. Marian Piotrowski – Szef Wydziału Kartograficznego. Organizację służby hydrograficznej MW ze stycznia 1967 przedstawia schemat nr 11.

#### Działalność służby hydrograficznej MW jako służby państwowej na tle zadań stawianych MW w latach 1945–1967
Aby wypełniać swe zadania i normalnie funkcjonować, Marynarka Wojenna musiała – oprócz jednostek liniowych – dysponować także służbami i oddziałami spełniającymi rolę usługową względem tych jednostek. Tę szczególną rolę pełniła służba hydrograficzna MW. Od samego początku jej istnienia, tj. od 30 lipca 1945, zakładano, że miała ona wypełniać także zadania przypisane państwowej służbie hydrograficznej. Było to zgodne z zamiarem przejęcia przez nią roli, jaką przed wrześniem 1939 pełniło Biuro Hydrograficzne Marynarki Wojennej na forum międzynarodowym. Wiązało się to bezpośrednio ze sprawami przydzielenia odpowiednich środków finansowych i uzyskaniem prestiżu instytucji państwowej.
Jako datę oficjalnego rozpoczęcia działalności hydrograficznej przez polską służbę hydrograficzną Marynarki Wojennej po zakończeniu II wojny światowej, można uznać 3 grudnia 1945. Tego dnia, szef Oddziału Hydrograficznego, kmdr ppor. K. Zagrodzki za zgodą ówczesnego dowódcy MW kontradmirała M. Abramowa, wysłał pisma informujące zagraniczne służby hydrograficzne (z 20 państw) o rozpoczęciu działalności Oddziału Hydrograficznego Sztabu Głównego Marynarki Wojennej. Z dzisiejszej perspektywy, wysłanie tych powiadomień można traktować jako fakt oficjalnego i jednoznacznego przypisania Oddziałowi Hydrograficznemu wspomnianej wyżej roli przedstawiciela państwowej służby hydrograficznej.
Służba hydrograficzna MW musiała zatem wykonywać zadania wynikające z faktu spełniania funkcji państwowej oraz realizacji nawigacyjno-hydrograficznego zabezpieczenia działań sił i środków MW. Zadania te, szczególnie w początkowym okresie po zakończeniu działań wojennych, czyli w latach 1945–1947, ze względu na stosunkowo słabo rozwinięty system cywilnego transportu morskiego, przeważnie dotyczyły spraw obronności państwa. Przyjęcie przez Polskę radzieckiej strategii wojny morskiej, która do połowy lat pięćdziesiątych zakładała, że flota na morzach zamkniętych (za taki akwen uważano Morze Bałtyckie) będzie spełniać jedynie funkcję pomocniczą w stosunku do wojsk lądowych, spowodowało postawienie Marynarce Wojennej zadań wykonywanych głównie w rejonach przybrzeżnych. Dotyczyły one osłony zagród minowych oraz ochrony morskich linii komunikacyjnych, wytyczanych w pobliżu linii brzegowej, w ramach wspólnej i skoordynowanej akcji z Flotą Bałtycką MW ZSRR. Tak postawione zadania determinowały jednocześnie wyznaczanie rejonów przyszłych działań MW, a w konsekwencji i sposoby zabezpieczenia akwenów pod względem nawigacyjno-hydrograficznym. Pozytywnym aspektem był fakt, iż większość tych zadań pokrywała się z działaniami realizowanymi przez tę służbę jako reprezentanta państwowej służby hydrograficznej. Miało to istotne znaczenie szczególnie w kontekście braku odpowiedniego sprzętu i wyszkolonego personelu.
Pierwsze zadania służby hydrograficznej MW były związane z odbudową zniszczonej infrastruktury nawigacyjnej, ponownym uruchomieniem systemu oznakowania nawigacyjnego, zarówno stałego, jak i pływającego, oraz rozpoczęciem wydawania morskich map i pomocy nawigacyjnych. Działania te były realizowane na podstawie umowy zawartej pomiędzy Marynarką Wojenną a Dowództwem Floty Bałtyckiej Marynarki Wojennej ZSRR z 19 marca 1946 w sprawie przekazania środków znakowania żeglugi morskiej, które MW otrzymała od marynarki radzieckiej. Ze względu na zagrożenie minowe na akwenach polskich wód terytorialnych, po pozyskaniu jednostek typu trałowiec, planowano udział służby hydrograficznej w zabezpieczeniu bojowych prac trałowych.
Dla sprawnej realizacji powyższych zadań, konieczny był odpowiedni zasób danych pomiarowych oraz sprzęt, który umożliwiałby dalsze pozyskiwanie i przetwarzanie tych danych. Służba hydrograficzna tworząca się niemal od podstaw, działalność rozpoczęła od gromadzenia wszelkich materiałów kartograficznych, map nawigacyjnych, przyrządów pomiarowych i kreślarskich.
Jednym z pierwszych zaplanowanych i wykonanych przedsięwzięć służby hydrograficznej Marynarki Wojennej było przystąpienie do wydawania Wiadomości Żeglarskich, – fachowego wydawnictwa informującego o wszelkich zmianach w oznakowaniu torów wodnych, punktów orientacyjnych na brzegu oraz zamknięciu lub otwarciu dla żeglugi określonych akwenów. Pierwszy numer tego dwutygodnika ukazał się już w styczniu 1946. Pół roku później została wydana mapa nawigacyjna Zatoki Gdańskiej. Rozpoczęto też pracę nad przygotowaniem nieodzownej pomocy nawigacyjnej – spisu latarń wybrzeża polskiego. W 1946 Oddział Hydrograficzny opracował plan zaopatrywania okrętów Marynarki Wojennej w sprzęt nawigacyjny, a specjaliści zaczęli przeprowadzać mniejsze remonty tego sprzętu. Od 1947, dzięki współpracy z Państwowym Instytutem Hydrologiczno-Meteorologicznym (PIHM), służba hydrograficzna rozpoczęła nadawanie przez radio komunikatów meteorologicznych i ostrzeżeń nawigacyjnych. W lipcu ukazał się przygotowywany od około roku spis latarń wybrzeża polskiego oraz wydano tablice nawigacyjne.
W połowie 1946 służba hydrograficzna MW rozpoczęła starania o uzyskanie odpowiedniej jednostki pływającej, która mogłaby wykonywać pomiary hydrograficzne i oceanograficzne na morzu. Potrzeba jej posiadania wynikała z konieczności realizacji podstawowych dwóch zadań tej służby: nawigacyjno-hydrograficznego zabezpieczenia sił i środków MW oraz zapewnienia bezpieczeństwa żeglugi na polskich wodach terytorialnych i wewnętrznych. Starania te zapoczątkowało pismo skierowane przez szefa Wydziału Hydrograficznego Sztabu Głównego MW K. Zagrodzkiego do Dowódcy Marynarki Wojennej w sprawie konieczności uzyskania okrętu hydrograficznego. Korzyści z posiadania takiego okrętu dobrze rozumiał także pełniący obowiązki dowódcy MW kontradmirał A. Mohuczy, który w ostatnim z trzech pism skierowanych do Naczelnego Dowódcy Wojsk Polskich pisał, że (...) niezbędnym jest posiadanie przez Marynarkę Wojenną specjalnego okrętu hydrograficznego. O powadze tego problemu może świadczyć fakt wymiany korespondencji w tej sprawie na szczeblu ministerstw.
Z treści jednego z pism (nr 022 z 25 stycznia 1947) Ministra Obrony Narodowej Marszałka Polski M. Rola-Żymierskiego skierowanego do Ministra Żeglugi i Handlu Zagranicznego K. Jędrychowskiego wynika, że była także rozpatrywana możliwość (...) uzyskania odpowiedniej jednostki hydrograficznej w ramach naszego 15% udziału w radzieckiej części reparacji morskich.
Ze względu na brak możliwości szybkiego pozyskania w powyższy sposób jednostki hydrograficznej i na zwiększone zapotrzebowanie MW na aktualne dane hydrograficzne i kartograficzne niezbędne do realizacji zadań MW, związanych między innymi z operacjami trałowo-minowymi wykonywanymi we współpracy z marynarką ZSRR, postanowiono tymczasowo przydzielić jeden z okrętów bojowych polskiej MW. Wybór padł na trałowiec ORP Żuraw wchodzący do tej pory w skład dywizjonu trałowców Szczecińskiego Obszaru Nadmorskiego. 14 maja 1947 okręt ten został oddany czasowo do dyspozycji Oddziału Hydrograficznego. Jednocześnie Dowództwo MW czyniło dalsze starania w sprawie odstąpienia Marynarce Wojennej statku o wyporności 500-1000 ton, przeznaczonego na okręt hydrograficzny. Nie dały one jednak oczekiwanego rezultatu. Dlatego też 15 sierpnia 1948. ORP Żuraw został na stałe oddany do dyspozycji niedawno utworzonego Biura Hydrograficznego Marynarki Wojennej. Uzyskanie tego okrętu umożliwiło rozpoczęcie wykonywania praktycznych prac pomiarowych, takich jak trałowania hydrograficzne i kontrolne pomiary sondażowe.
W 1948 znaczna liczba zadań skłoniła hydrografię Marynarki Wojennej do podjęcia rozmów z przedstawicielami Ministerstwa Żeglugi w sprawie przekazania niektórych uprawnień i zadań cywilnej służbie hydrograficznej i jednoczesnego ustalenia podziału kompetencji. W tym czasie działała powołana w czerwcu 1945 Służba Hydrograficzna Głównego Urzędu Morskiego, której pierwszymi pracownikami byli między innymi byli pracownicy przedwojennego BHMW – inż. J. Woźnicki i I. Pogorzelski. Ze strony biura w rozmowach uczestniczyli K. Zagrodzki i A. Rychel. W wyniku obustronnych spotkań ukazała się instrukcja ministra obrony narodowej i ministra żeglugi z dnia 3 września 1948, opublikowana w Monitorze Polskim nr 86 (poz. 960), w sprawie podziału kompetencji pomiędzy instytucjami hydrograficznymi podległymi MON i Ministerstwu Żeglugi.
Ogólny wykaz zadań stawianych służbie hydrograficznej MW, w omawianym okresie 1945–1967, praktycznie nie ulegał większym zmianom. Należały do nich w szczególności:
- opracowywanie koncepcji nawigacyjno-hydrograficznego zabezpieczenia działań sił MW oraz zapewnienie bezpieczeństwa żeglugi w strefie operacyjnej Marynarki Wojennej;
- planowanie oraz koordynowanie prac przy pomiarach geodezyjno-topograficznych na wybrzeżu i hydrograficznych – na obszarach morskich;
- wykonywanie reprodukcji oraz korekty map morskich na potrzeby MW oraz floty handlowej i rybackiej;
- opracowywanie oraz wydawanie oficjalnych publikacji nawigacyjnych, locji, spisów latarń i radiosygnałów, Wiadomości Żeglarskich, tablic i instrukcji nawigacyjnych;
- redagowanie i rozpowszechnianie ostrzeżeń nawigacyjnych oraz prowadzenie wykazu wraków a także przeszkód nawigacyjnych[170].

## Zadania BH MW
- Wykonywanie przedsięwzięć zabezpieczenia nawigacyjno-hydrograficznego i oceanograficzno-meteorologicznego działań sił Marynarki Wojennej;
- Prowadzenie pomiarów hydrograficznych na polskich obszarach morskich oraz opracowywanie map morskich i publikacji nautycznych;
- Utrzymywanie krajowego systemu informacji nautycznej i ostrzeżeń nawigacyjnych;
- Reprezentowanie Polski w międzynarodowej organizacji hydrograficznej (IHO) oraz jej komitetach i grupach (BSHC, RENC).

## Tradycje
Święto BH MW: 19 lutego.

## Struktura BH MW

### Struktura BH MW
- Szef Biura
  - Zastępca Szefa Biura
  - Oddział Hydrograficzny
  - Oddział Informacji Nautycznej
  - Oddział Kartografii Morskiej
  - Oddział Oceanograficzno-Meteorologiczny
  - Wydział Logistyki
  - Wydział Organizacji i Planowania
  - Wydział Zabezpieczenia

### Jednostki podległe
- ORP Pomorzanin (eks statek pasażerski Deutschland):
  - od 1 maja 1920 do 28 lutego 1922
  - od 11 stycznia 1924 do 14 lutego 1932[171]
- ORP Pomorzanin (eks trałowiec ORP Mewa):
  - od 1931 do 14 września 1939
- Dywizjon Zabezpieczenia Hydrograficznego
  - od ? – do ?

## Kierownicy UH i szefowie BH
| Urząd Hydrograficzny Marynarki Wojennej  |                   |                       |
| 19 lutego 1920 – 28 sierpnia 1920        | kpt. mar.         | Józef Unrug           |
| Służba Hydrograficzna Marynarki Wojennej |                   |                       |
| 28 sierpnia 1920 – 1 czerwca 1922        | kpt. mar.         | Tadeusz Bramiński     |
| Biuro Hydrograficzne Marynarki Wojennej  |                   |                       |
| 2 czerwca 1922 – 1 grudnia 1922          | kpt. mar.         | Tadeusz Bramiński     |
| 1 grudnia 1922 – 19 czerwca 1925         | kpt. mar.         | Jerzy Kłossowski      |
| 19 czerwca 1925 – 16 września 1925       | kmdr por.         | Stefan Frankowski     |
| 19 czerwca 1925 – 12 kwietnia 1927       | cz.p.o. kpt. mar. | Kazimierz Śliwerski   |
| 16 września 1925 – 16 października 1926  | kmdr por.         | Adam Mohuczy          |
| 16 października 1926 – 12 kwietnia 1927  | kpt. mar.         | Kazimierz Śliwerski   |
| 12 kwietnia 1927 – 13 lipca 1928         | cz.p.o. kpt. mar. | Artur Reyman          |
| 13 lipca 1928 – 10 stycznia 1933         | kpt. mar.         | Kazimierz Śliwerski   |
| 10 stycznia 1933 – 17 września 1939      | kmdr ppor.        | Artur Reyman          |
|                                          |                   |                       |
| 1990 – 2002                              | kmdr              | Władysław Kierzkowski |
| 2002 – 2004                              | kmdr              | Czesław Dyrcz         |
| 2005 – 2010                              | kmdr              | Piotr Pernaczyński    |
| 2010 – 2013                              | kmdr              | Henryk Nitner         |
| 2013 – 2019                              | kmdr              | Andrzej Kowalski      |
| 2019 – 1 lutego 2025                     | kmdr              | Dariusz Kolator       |
| 2025                                     | cz.p.o. kmdr      | Dariusz Beczek        |

## Urzędowe publikacje BH MW
Biuro Hydrograficzne Marynarki Wojennej wydaje następujące publikacje nautyczne, będące urzędowymi publikacjami biura (art. 25 i 41b ustawy o obszarach morskich Rzeczypospolitej Polskiej i administracji morskiej Dz.U. z 2024 r. poz. 1125)
- tygodnik Wiadomości Żeglarskie (od 1920 roku) ostatnie numery WŻ
- papierowe mapy nawigacyjne:  
  - generalne:  (495, 496, 497, 498, 500, 1501);
  - brzegowe: (113, 151, 152, 153, 154, 155, 156, 157, 158, 251, 252, 255, 256, 257, 258, 259, 260, 261, 262, 263, 269, 270, 311)
  - podejściowe: (39, 41, 42, 44, 45, 46, 47, 48, 52, 53, 54, 55, 56, 57, 59, 63, 64, 65, 67, 68, 69, 71, 73, 74, 75, 81)
  - portowe: (10, 11, 16, 17, 18, 19, 23)
  - atlasy dla małych jednostek:  (1010, 1020, 1030)
- komórki Elektronicznej Mapy Nawigacyjnej (ENC) w formacie S-57 (wykaz komórek)
- 502. Locja Bałtyku. Wybrzeże polskie
- 520. Polish Coastal List of Lights.
- 521. Spis świateł i sygnałów nawigacyjnych, tom I
- 522. Spis świateł i sygnałów nawigacyjnych, tom II
- 523. Spis świateł i sygnałów nawigacyjnych, tom III
- 530. Spis radiostacji nautycznych
- 540. Przewodnik w zakresie symboli, znaków i terminologii stosowanych w ENC i ECDIS
- 542. The guide to selected ports of the Polish Coast.
- 551. Znaki, skróty, terminologia stosowane na mapach wydawanych przez BHMW
- 552. Katalog map morskich i publikacji nautycznych BHMW
- 553. Oznakowanie Nawigacyjne - System IALA
- Poglądowy katalog map pdf
- Przegląd hydrograficzny pdf